# Nagykeszi
Nagykeszi (szlovákul Veľké Kosihy) község Szlovákiában, a Nyitrai kerületben, a Komáromi járásban.

## Fekvése
Nagykeszi a Csallóközben, Komáromtól 22 km-re nyugatra a Duna bal partján fekszik. A falu szerves része az egykori Kiskeszi, közigazgatásilag a községhez tartozik Eklipuszta (Okánikovo), ahol a szlovák lakosság él. Határában állt az egykori Érseklél település. Itt torkollik a Dunába a Gellér-Keszi-csatorna.
Nagykeszi területe 24,4 km², nyugatról Kolozsnéma, Tany és Nemesócsa, északról Ekel, keletről Csallóközaranyos, délről Ács és Nagyszentjános községek határolják. Déli határát a Duna, északi határát a 63-as (Pozsony és Komárom közötti) főút alkotja, melyről Eklipusztánál egy mellékút ágazik le, mely egyben a falu főutcáját alkotja és Kolozsnéma, valamint Csicsó felé teremt összeköttetést. A falut érinti a Duna töltésén haladó kerékpárútvonal is.

## Élővilága
Nagykeszin 3 gólyafészket tartanak nyilván, azonban csak kettőből van adat fészkelésről. Az egyikben 2011-ben 5, 2012-ben 3 fiókát, 2013-ban nem fészkeltek, 2014-ben 5, 2015-ben 2 fiókát számoltak össze. A másikban 2011-ben és 2012-ben 2-2, 2013-ban nem volt, 2014-ben 3, 2015-ben 4 fiókát tartanak számon, 2018-2022 között 4-4 fiókát számoltak össze, 2023-ban 2 fióka volt. 2024-ben mindkét fészek ismét foglalt volt.

## Történelem
Területén neolit kori települést és honfoglalás kori temetkezési helyet tártak fel. Neve a magyar Keszi törzs nevéből származik, annak szállásterülete lehetett. Első írásos említése 1268-ból villa Kezu néven történik. 1272-ben Kezu Maior, 1380-ban Nagkezew néven említik. Kezdetben Bán és Szolgagyőr, majd 1266-ban Komárom várának tartozéka. Később több nemesi család birtoka volt. 1540-ben a Csúzy család szerzett birtokot a községben. A török hódoltság korában a két Keszi is elpusztult, a 17. század végén Kiskeszit Vigyázó Pál veszprémi főispán, Nagykeszit pedig Rába Pál telepítette újra. A 17.-19. század között 13 családnak volt birtoka itt, köztük az Eszterházy, Amadé és Zay családoknak. 1715-ben 21 háztartás volt a faluban.
1787-ben az első népszámlálás 44 házat és 336 lakost talált a településen. 1828-ban 51 háza és 249 lakosa volt. Lakói mezőgazdaságból és halászatból éltek. 1848-ban 49 köznemesi család lakta, lakói közül 142 katolikus, 263 evangélikus és 17 zsidó volt.
Vályi András szerint "Nagy Keszi. Elegyes falu Komárom Várm. földes Ura G. Eszterházy Uraság, lakosai katolikusok, és reformátusok, fekszik Érsek Lélhez közel, és annak filiája, határjának szántó földgye meg lehetős, nagyobb észét a’ Duna szokta el önteni; piatzozása Komáromban más fél mértföldnyire, réttye legelője is meg lehetős."
Fényes Elek szerint "Keszi (Nagy-), magyar f., Komárom vgyében, Érsekléllel határos, de a Dunára ki nem terjed, mert délről kis Keszivel szomszéd, Komáromtól 2 mfldnyi távolságra. Határa 3190 holdra terjed, mellynek 1/3-da szántóföld, 2/3-da legelő, kaszáló, nádas és mocsáros helyek. Az egész határból 1680 h. urbéri; a többi curialis és allodialis birtok. Földe igen jó, kivévén a mocsáros laposokat, mellyek Pozson várm. a Milléren folynak ide, s még kifolyások a többiek által gátoltatván, itt száradnak ki, különben a járás most késziteti a zsilipet az öreg Duna partján a Kis-Keszi fokon alul, mellyen időről időre ezen vizek itt ki fognak folyni. Népessége 423 lélek, u. m. református 263, r. kath. 142, zsidó 17, ágostai 1. Van itt 7 16/82 rész urb. telek, mellyet 14 gazda és 6 zsellér mivel; 49 nemes családfő. Nevezetesebb épülete a ref. templom és Zámory Károly úr csinos lakháza. F. u. Zámory, Illés, Reinprecht, Lehoczky, Vigyázó nemes családok és a szentmártoni főapátság."
1886-ban kolera járvány pusztított a településen. 1887-ben hozzácsatolták Kiskeszi falut. 1888-ban a község nagy részét tűzvész pusztította el. Önkéntes tűzoltó egyletét 1890-ben alapították. Az első világháborúban 35 nagykeszi lakos vesztette életét. A trianoni békeszerződésig Komárom vármegye Csallóközi járásához tartozott.
1926-ban Fejérváry Gézáné nagykeszi, valamint Nagy Nándor nemesócsai birtokát részlegesen konfiskálták, és területén létrehozták Eklipuszta kolóniát. A 407 hektáros területet (melyet 1930-ban már Okánikovo néven említenek, mely nevet Ľudovít Okánik korabeli szlovák politikusról kapta) Nagykeszi, Nemesócsa és Ekel területéből hasították ki. A kolóniára 31 család (21 szlovák, 4 morva, 6 magyar) települt, 1930-ban 142-en éltek itt. 1928-ban iskolát is létrehoztak a telepen.
1920-ban, 1926-ban és 1927-ben agrársztrájkok zajlottak a községben. 1935-1937. között évente előfordult tűzvész, 1926-ban és 1928-ban árvíz pusztított. A két világháború között 3 könyvtár, kálvinista énekkar, és kulturális szövetség (SzMKE) is működött a faluban. 1938-1945. között visszacsatolták Magyarországhoz, ekkor a legnagyobb birtokosok Malcomesa Gyula, Goldschmied Marcell, Terdi György és a Nagyléli Mezőgazdasági Részvénytársaság voltak határában. A Hangya-szövetkezetnek 1938-ban 211 tagja volt. A második világháborúban 47 nagykeszi lakos vesztette életét.
1945-ben Nagykeszit újra Csehszlovákiához csatolták; 1948-ig, a kommunista hatalomátvételig a jogfosztottság és a kitelepítések évei következtek. 1949-ben megalakult az Egységes Földműves Szövetkezet (JRD), 1952-1954. között a községbe bevezették a villanyt. Az 1954-es dunai árvíz is sújtotta a falut, de az 1965-ös csaknem teljesen elpusztította. A helyreállítás Prága-Nyugat és Beroun csehországi járások segítségével történt. 1966-ban töltőállomást létesítettek a Duna-parton. 1970-ben épült fel új kultúrháza. Az 1970-es években a nagykeszi JRD egyesült a csicsóival, az állami gazdaság pedig az ekelivel.

## Népessége
| Év:            | 1994. | 2004.   | 2014.   | 2024.   |
| -------------- | ----- | ------- | ------- | ------- |
| Emberek száma: | 986   | 987     | 982     | 956     |
| Eltérés:       |       | +0,10 % | -0,50 % | -2,64 % |

| Év:            | 2023. | 2024.   |
| -------------- | ----- | ------- |
| Emberek száma: | 958   | 956     |
| Eltérés:       |       | -0,20 % |

1910-ben 847, túlnyomórészt magyar lakosa volt.
2001-ben 970 lakosából 830 magyar és 108 szlovák nemzetiségű volt.
2011-ben 990 lakosából 770 magyar és 183 szlovák nemzetiségű volt.
2021-ben 945 lakosából 712 (+38) magyar, 168 (+17) szlovák, 2 (+13) cigány, 3 (+1) egyéb és 60 ismeretlen nemzetiségű volt.

## Oktatás
A faluban 1-4. osztályos magyar nyelvű alapiskola működik, két összevont osztállyal. Az 1929-ben épült iskola 1959-ig ötosztályos iskolaként működött. Nagykeszin magyar, Eklipusztán szlovák nyelvű óvoda működik. Korábban Érseklélen és Eklipusztán (1929-től) is működtek népiskolák.

## Gazdaság
A Duna partján kavicskitermelés folyik. A község határában 2001-ben 14 község közös hulladéklerakóját alakították ki. Termelőszövetkezete (szarvasmarhatenyésztés) a kiskeszi falurészben működik. Korábban a zólyomi Agrostav betongyárat üzemeltetett Nagykeszin, melynek telephelyét 2007-ben egy spanyol vállalat vásárolta meg, mely transzformátorokhoz való rézdrótok gyártását kezdte itt el.

## Nevezetességek

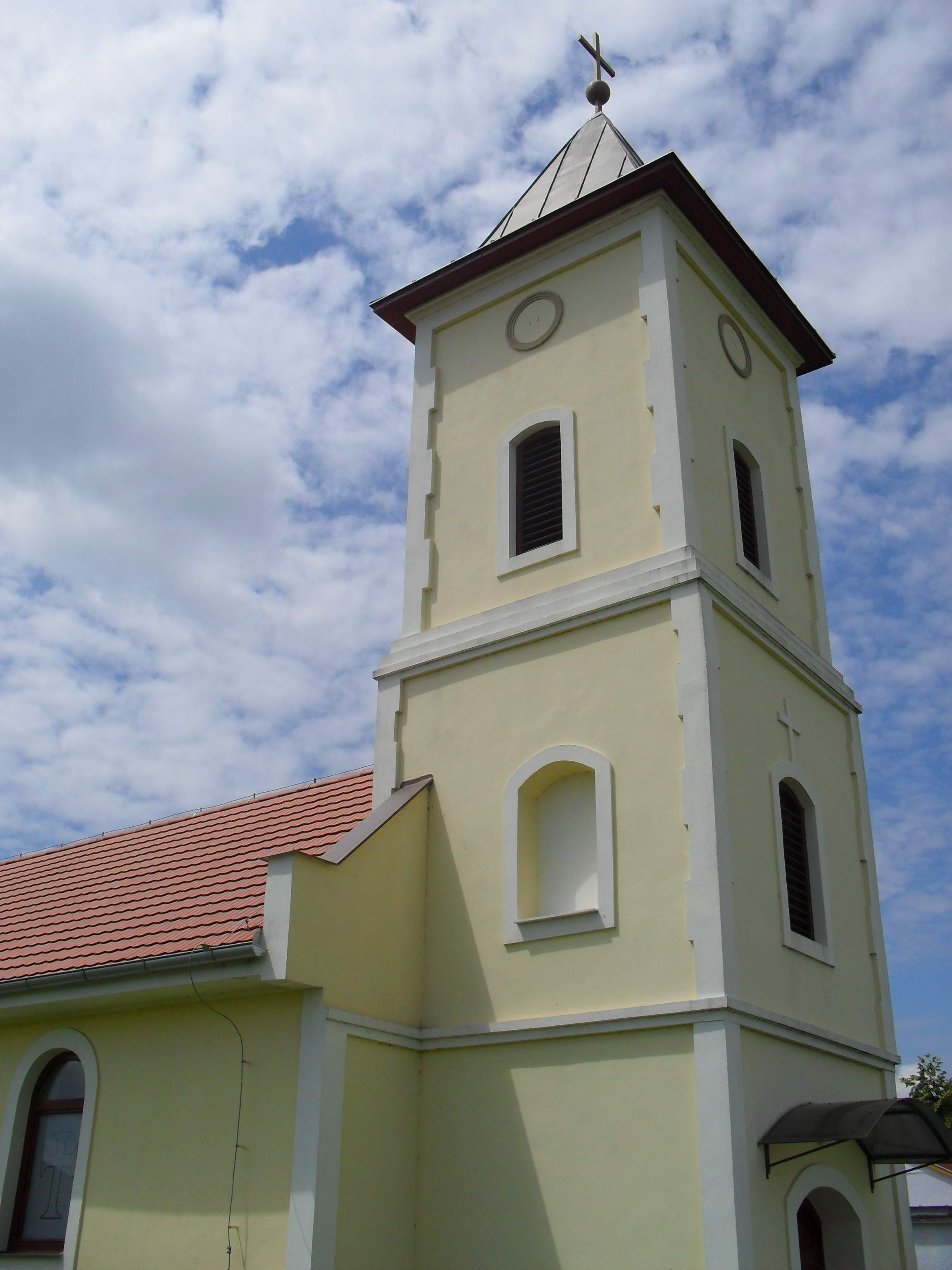
Katolikus templom
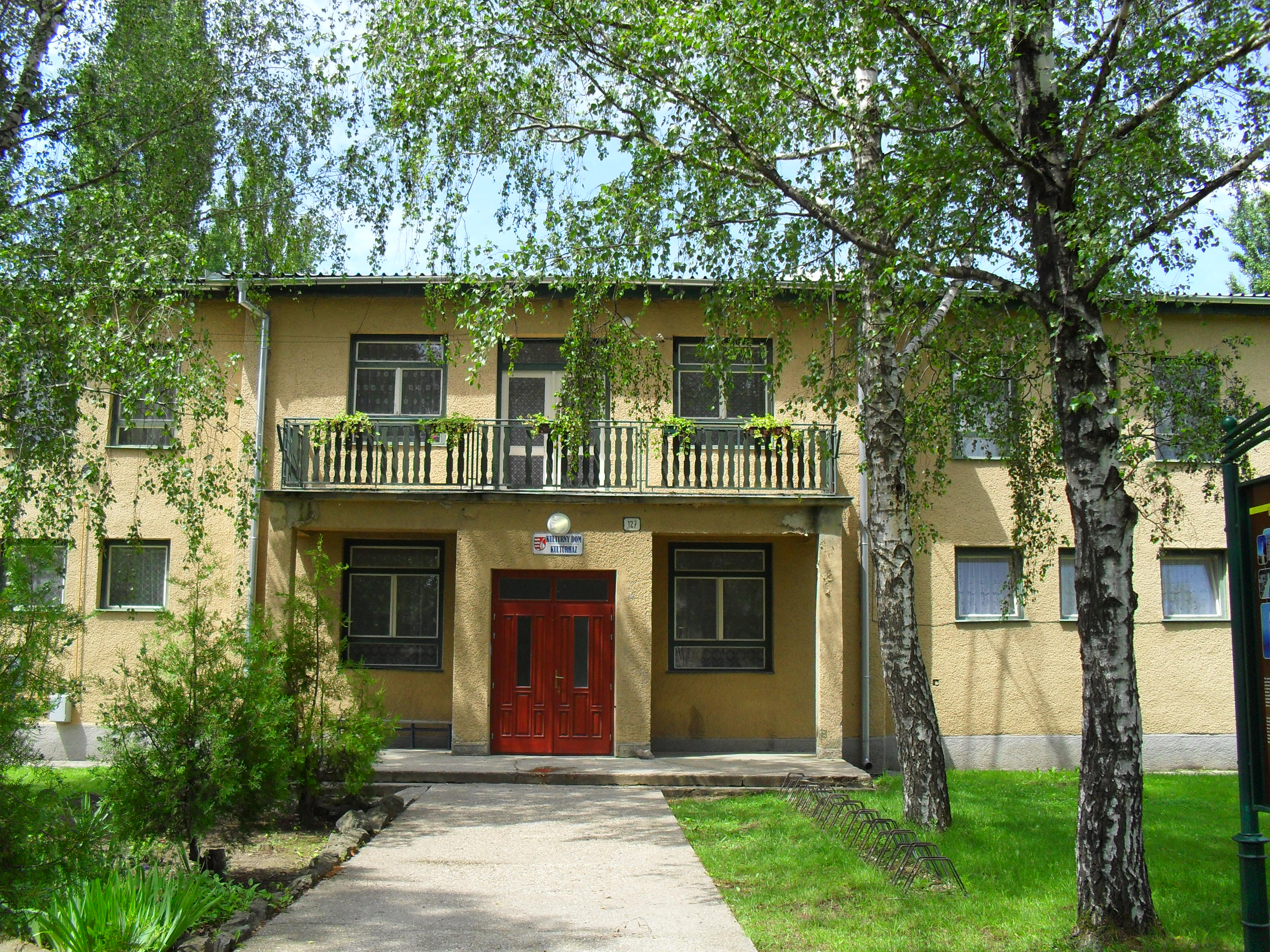
Kultúrház
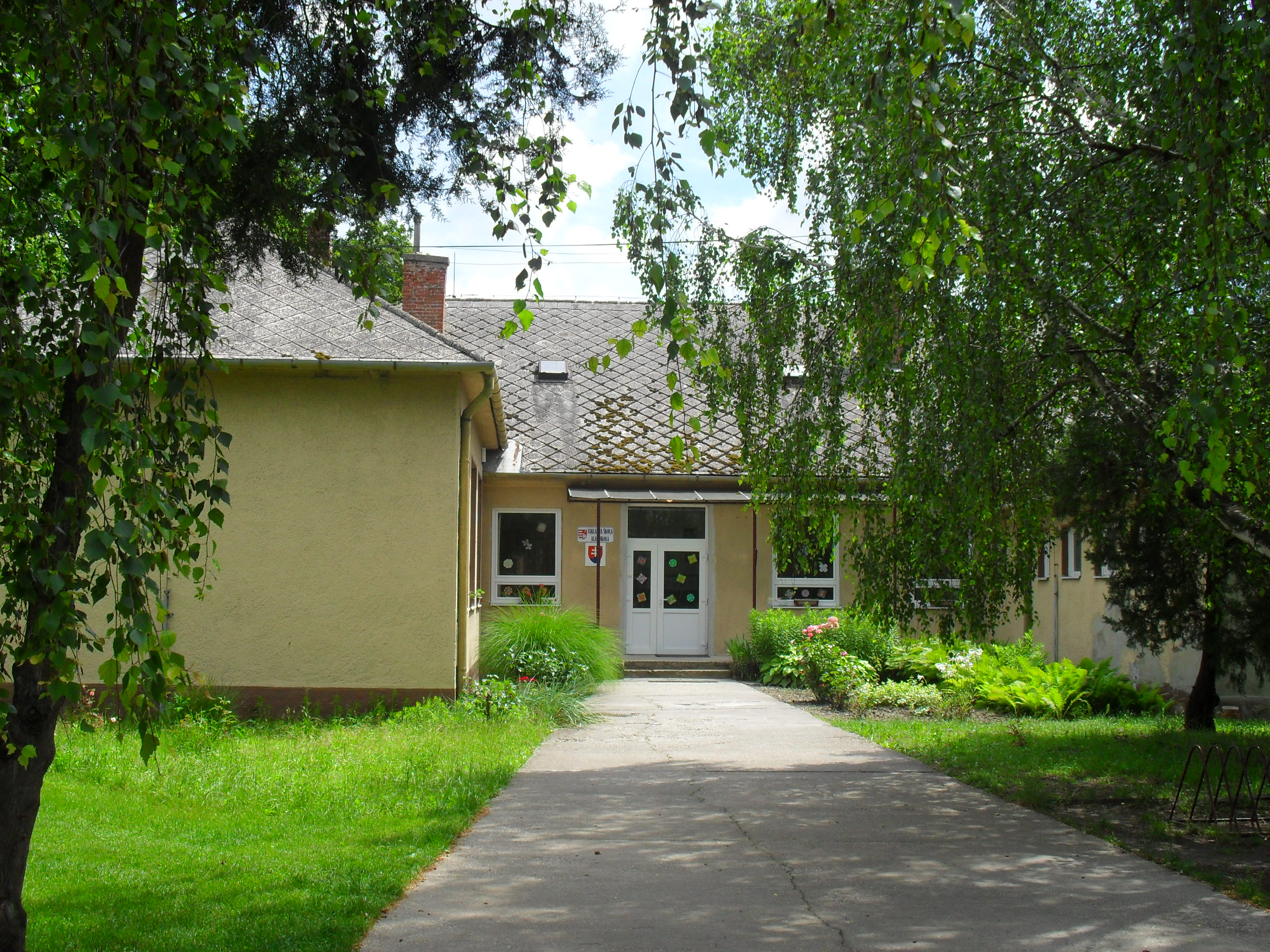
Alapiskola

- Klasszicista református temploma 1819-ben épült, berendezéséhez tartozik egy értékes keresztelőkészlet 1755-ből. A református egyház fatornyát 1732-ben gyújtották fel.[11]
- Az egykori érsekléli katolikus templom (1865) anyagából építették a községi temető mellett álló új katolikus kápolnát, melyet 2007. május 10-én szenteltek fel.
- Fennmaradt néhány nádfedeles, nyeregtetős vályogház a 19. századból.
- Klasszicista kastélya az 1830-as években épült.
- A régi gátőrház a Duna töltésénél 1913-ban épült.
- A Nádas természetvédelmi terület a falu határában 105 hektáros területen fekszik.

### Emlékművek, emléktáblák

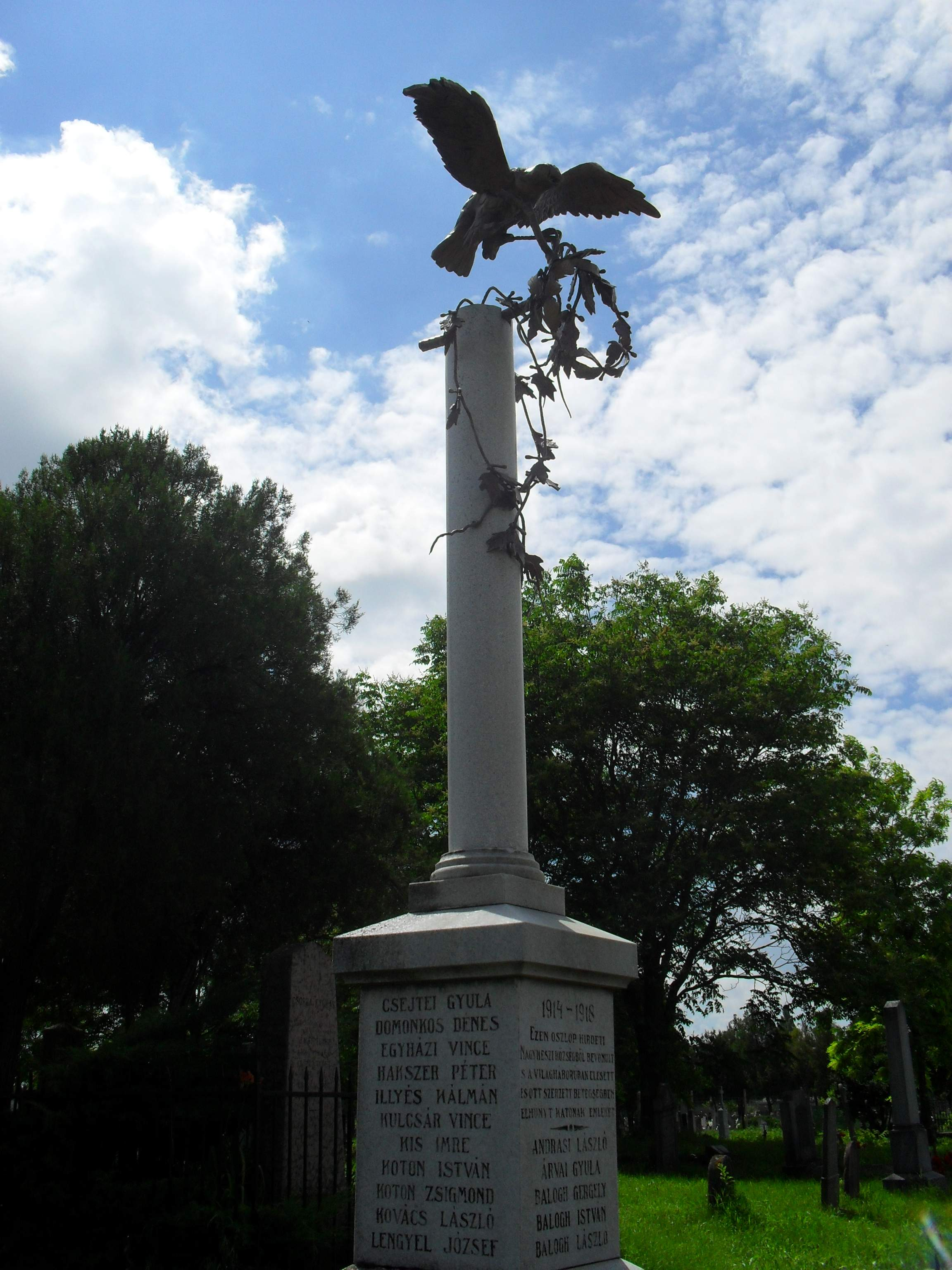
Első világháborús emlékmű
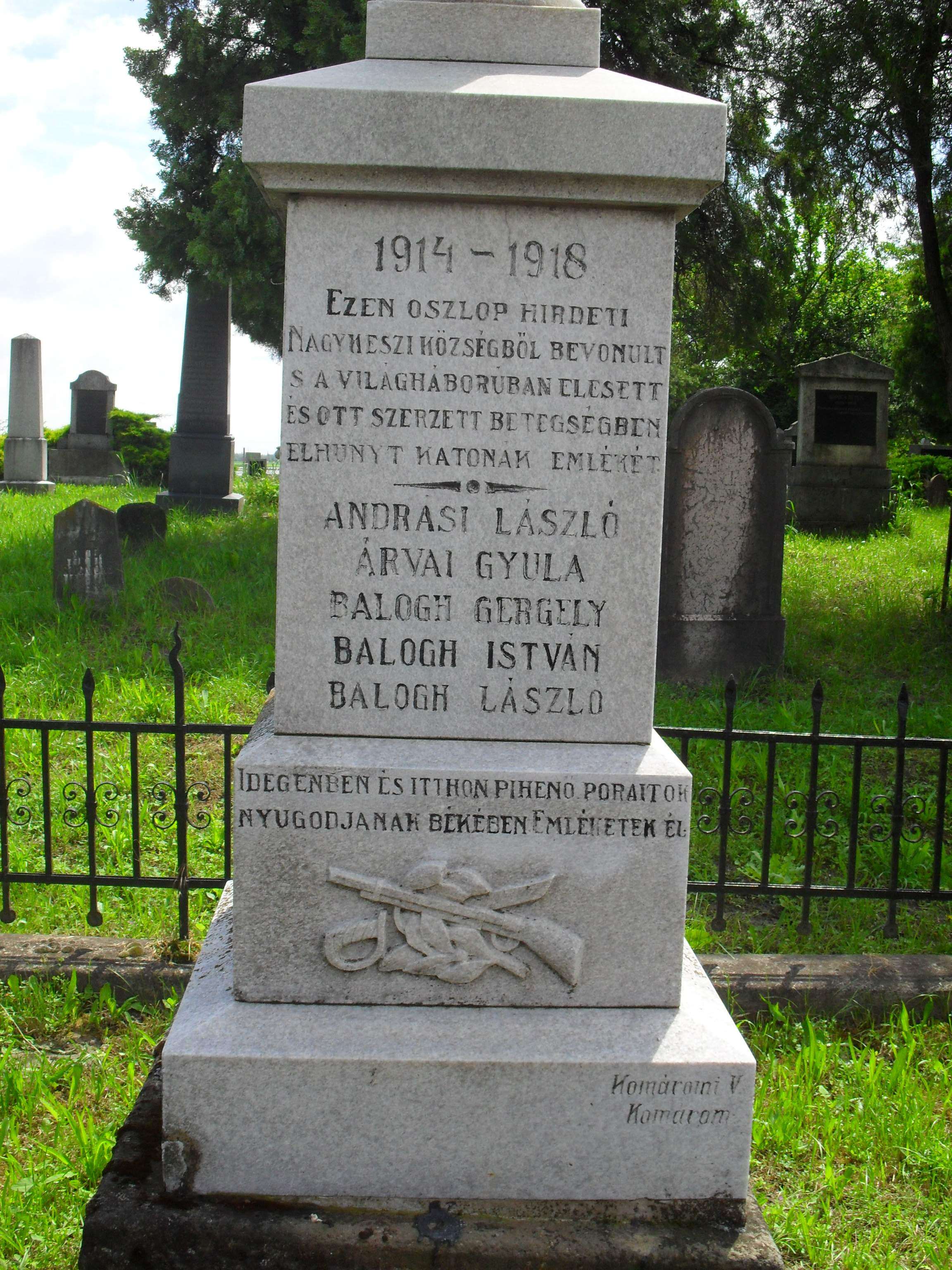
Első világháborús emlékmű (részlet)
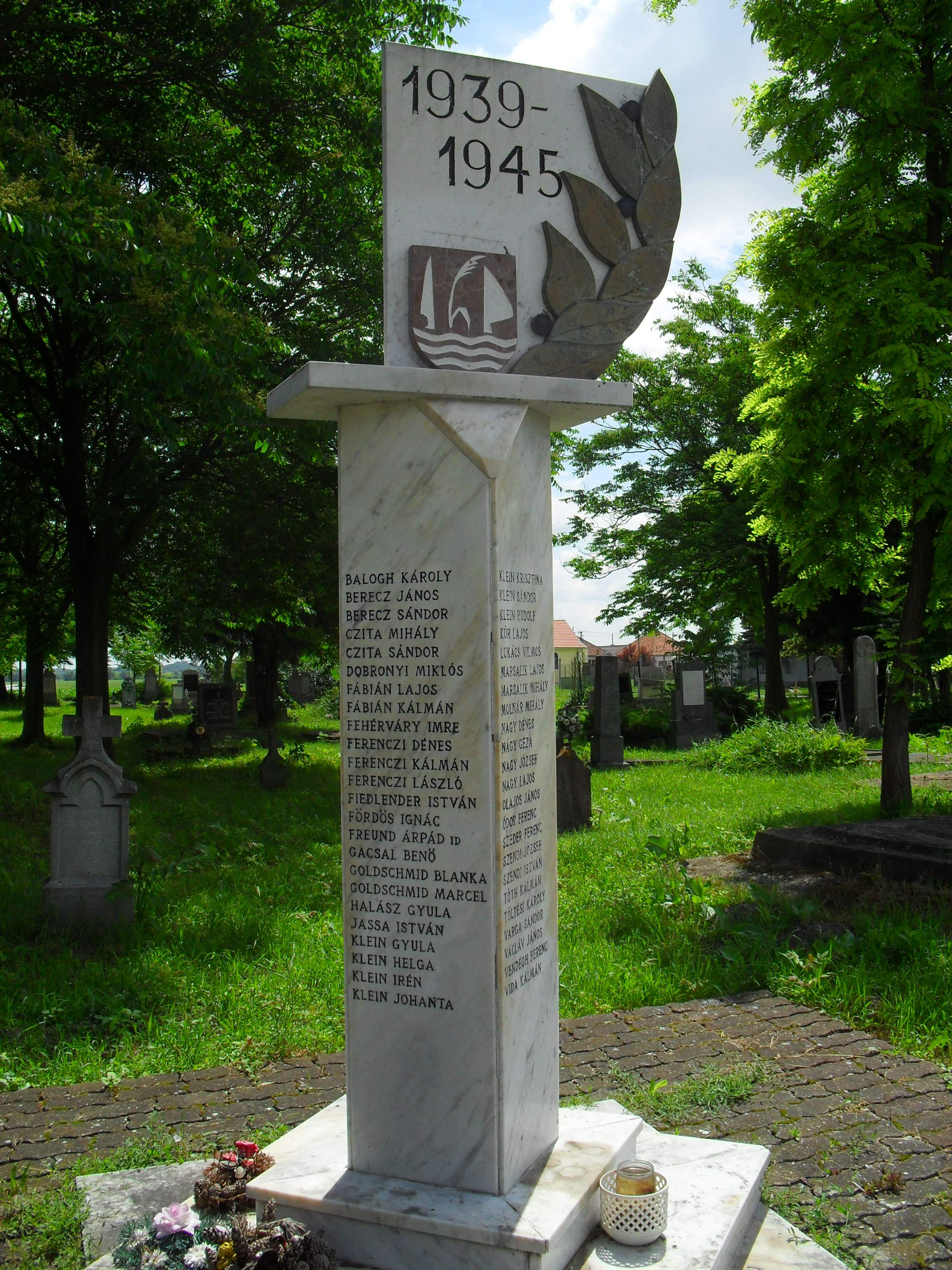
Második világháborús emlékmű
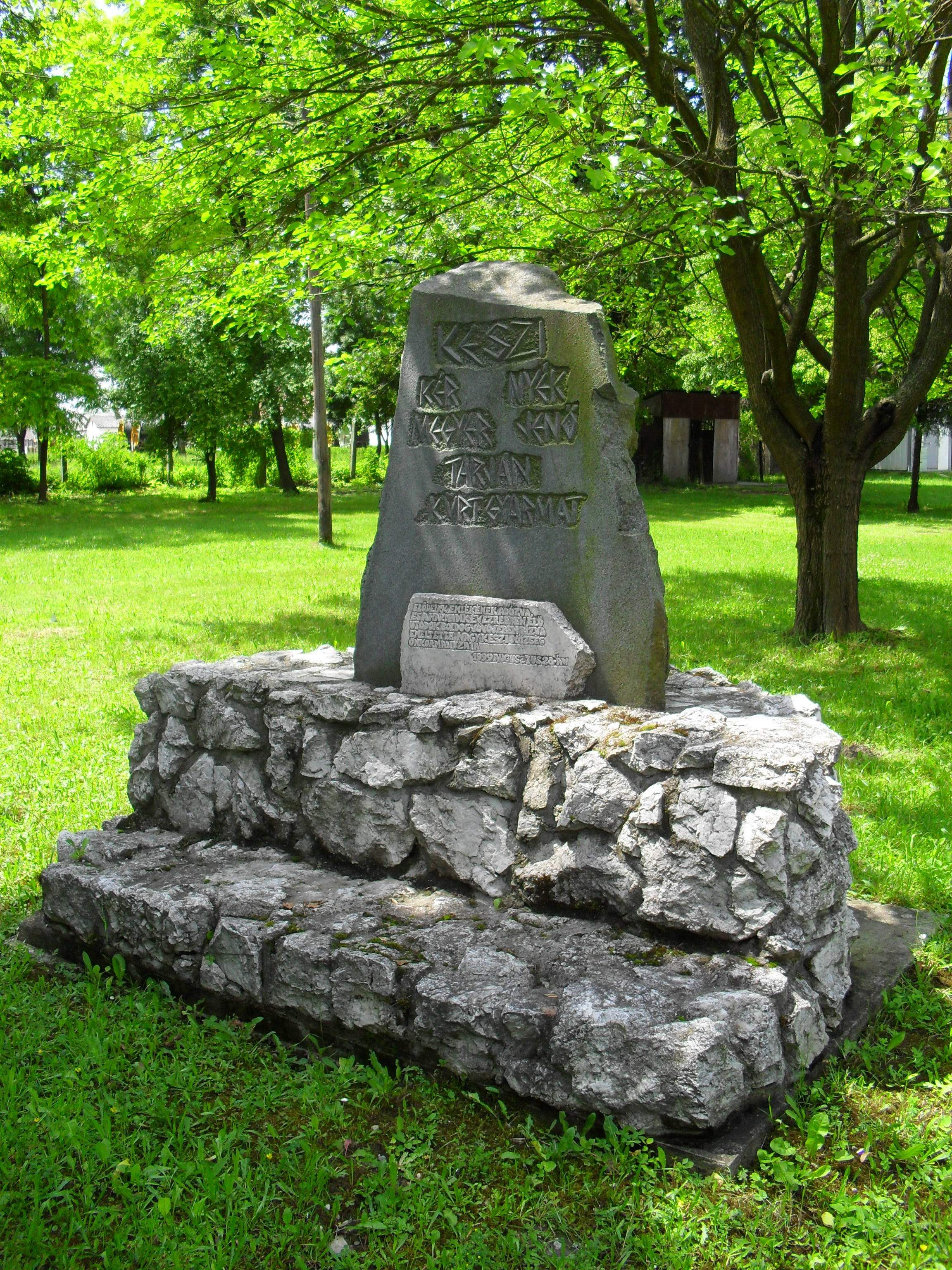
A honfoglalási emlékmű
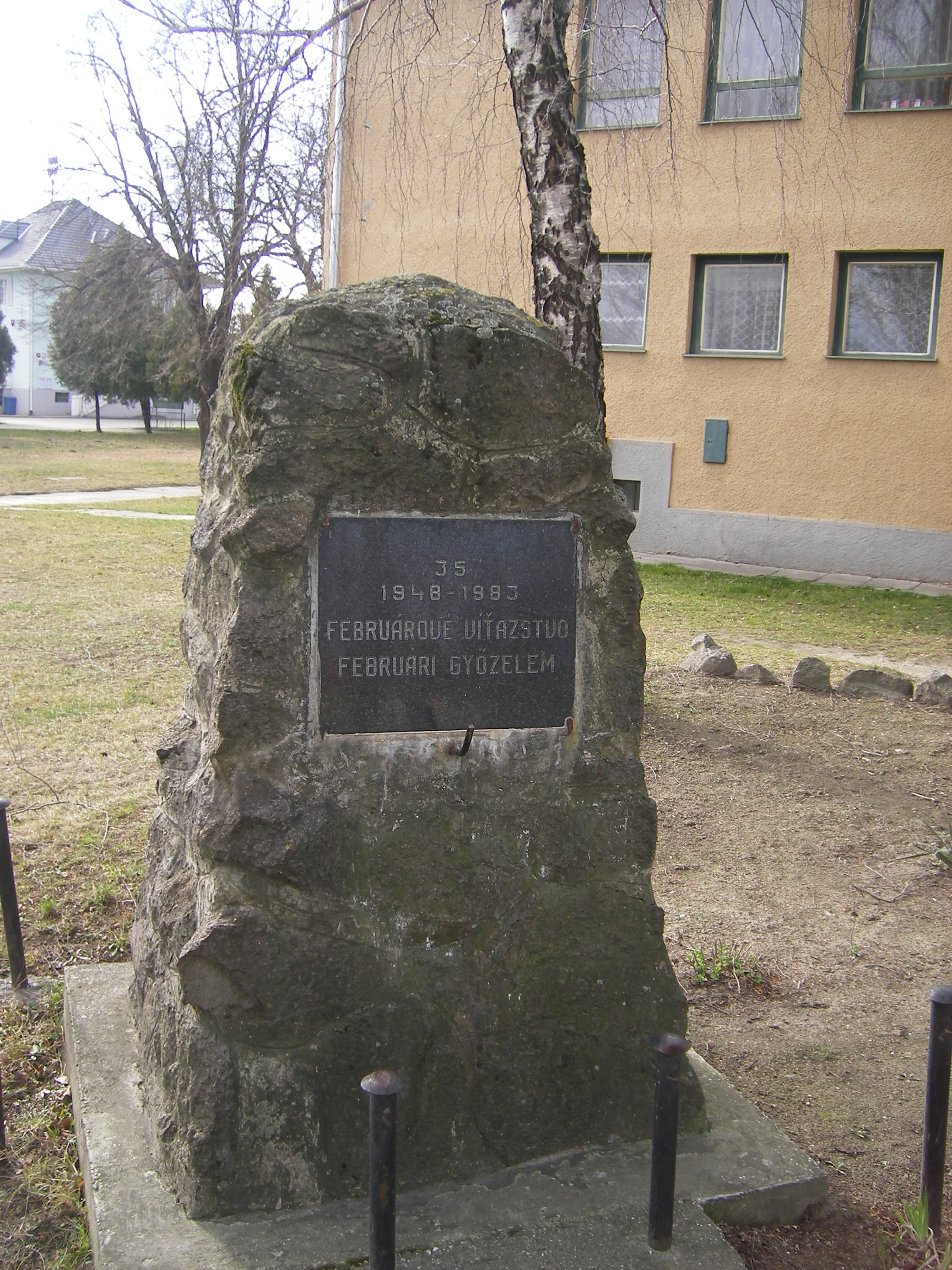
A kommunista hatalomátvétel emlékműve
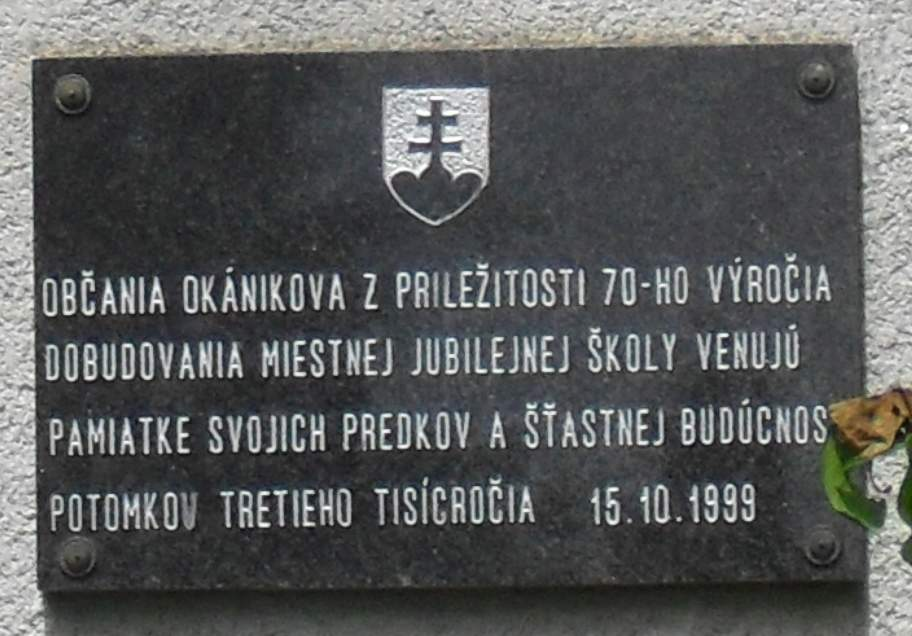
Emléktábla Eklipusztán

- Az első világháború áldozatainak obeliszkos emlékműve (tetején turullal) a régi temetőben található.
- A második világháborús emlékmű az új temetőben található.
- A honfoglalási emlékmű a községháza melletti parkban található, 1999. augusztus 20-án állították.
- A kultúrház előtt található az 1948-as kommunista hatalomátvétel emlékműve (1983-ban állították).
- Eklipusztán, a volt iskola épületén, a "jubileumi iskola" létesítésének 70. évfordulóján, 1999. október 15-én emléktáblát helyeztek el.
- Az 1993-ban tragikus körülmények között elhunyt Virág László emléktáblája a községi hivatal épületének falán található.

### Szakrális kisemlékek
- A régi temető 1936-ban állított nagykeresztjét 2009-ben újították fel.
- Az új temető nagykeresztjét 1986-ban állították.
- Fém harangláb Kiskeszi településrészen.
- Eklipuszta temetőjének nagykeresztje fémből készült.

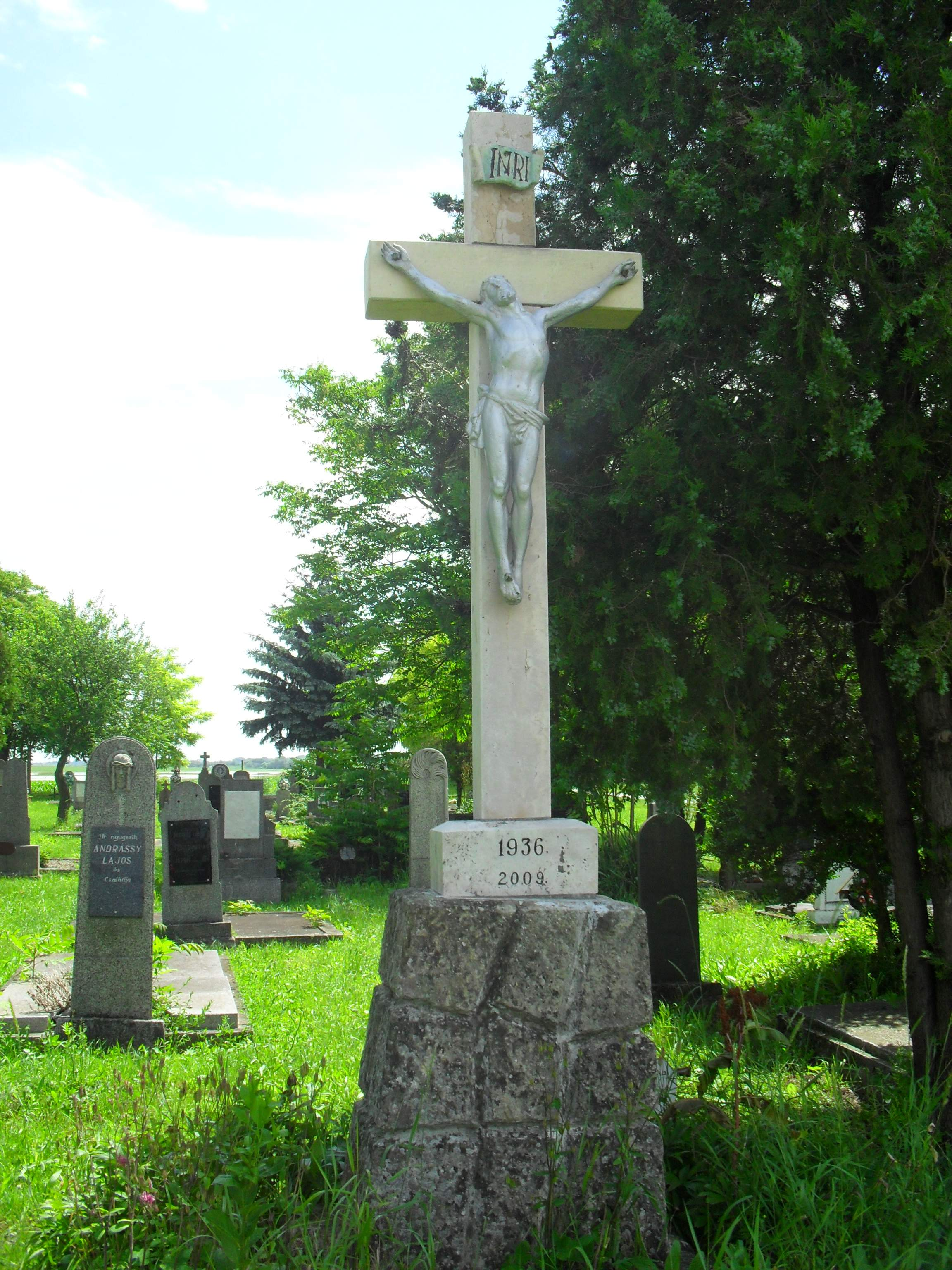
Temetői nagykereszt (régi)
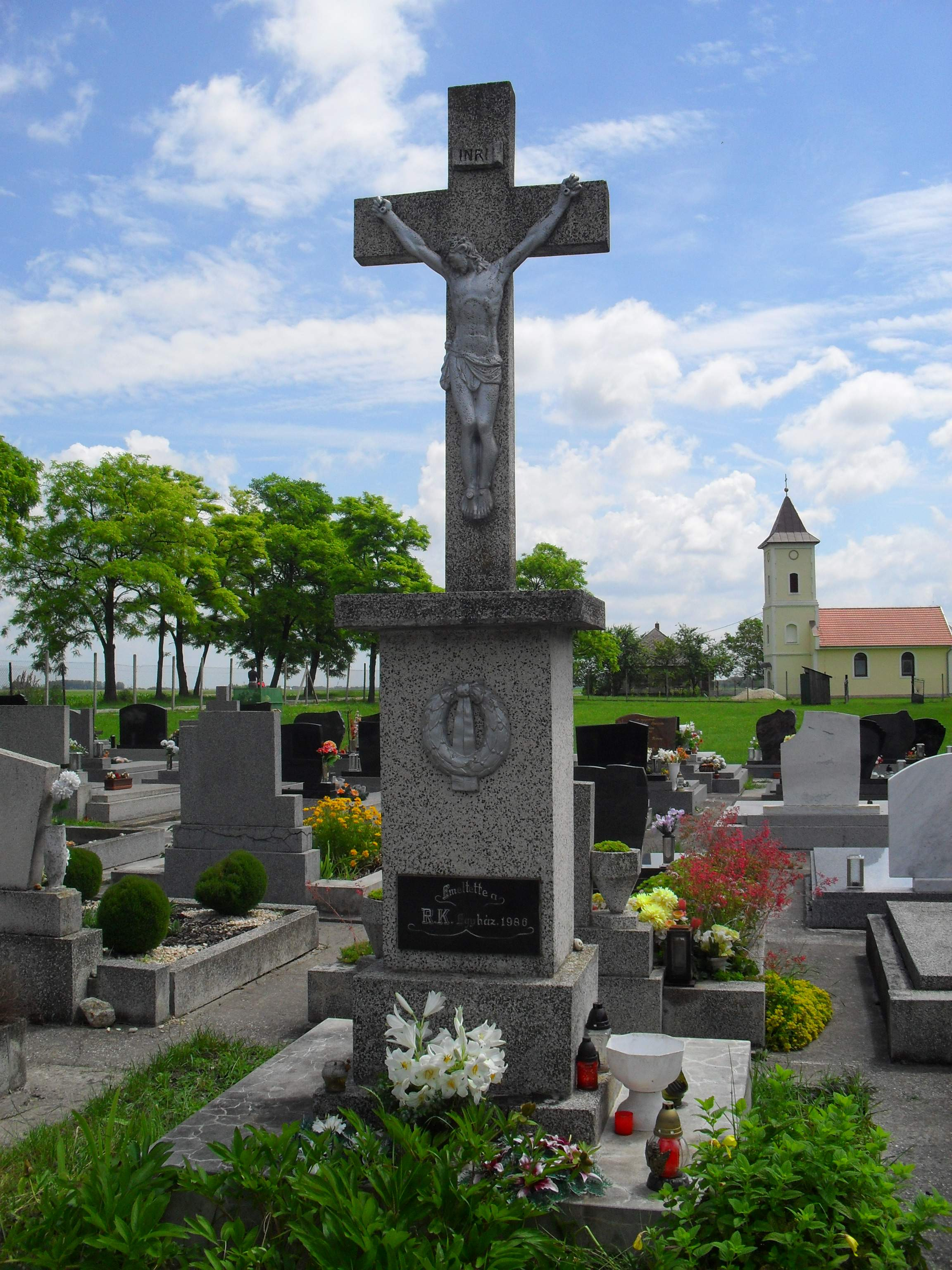
Temetői nagykereszt (új)
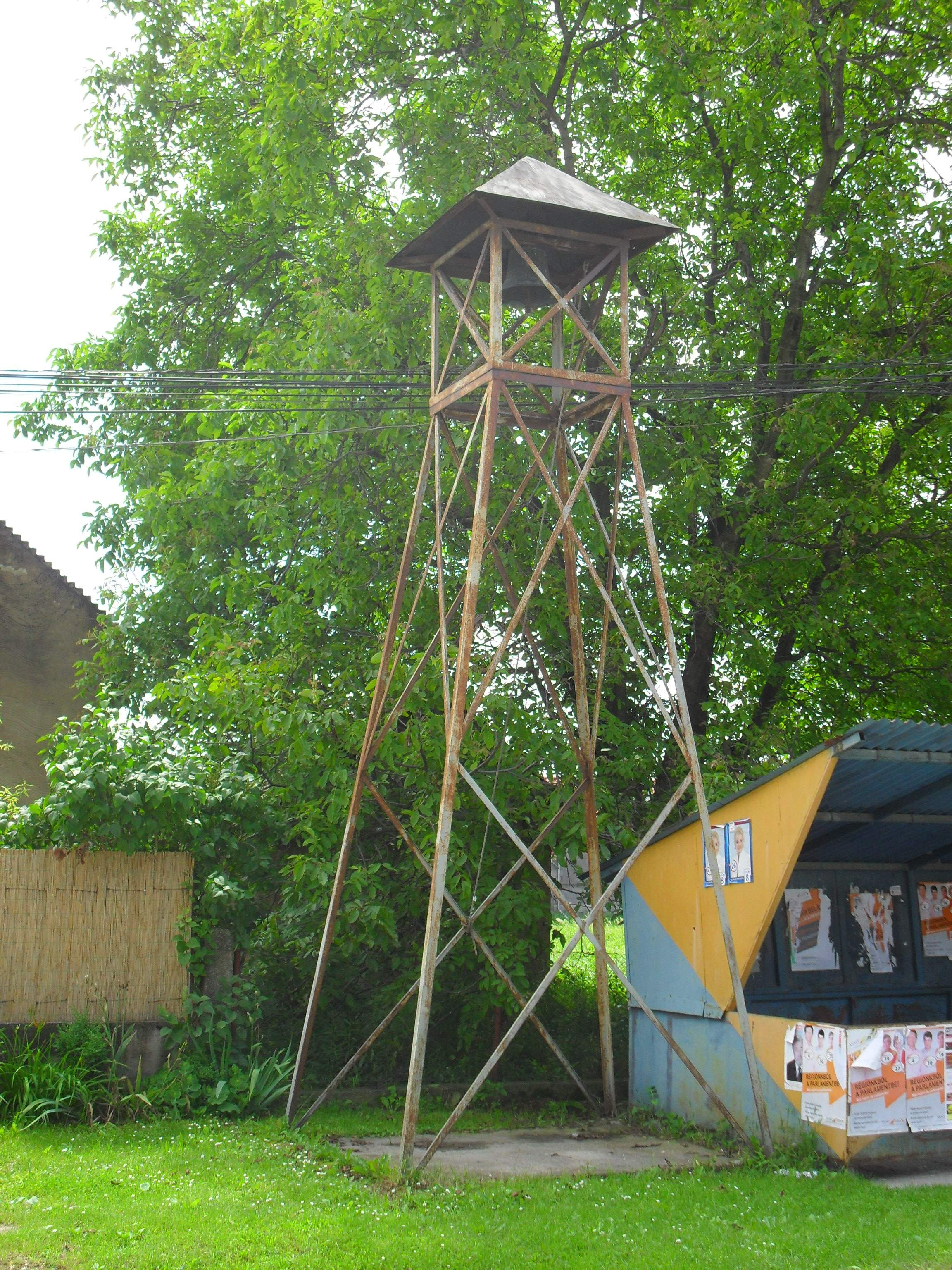
Harangláb
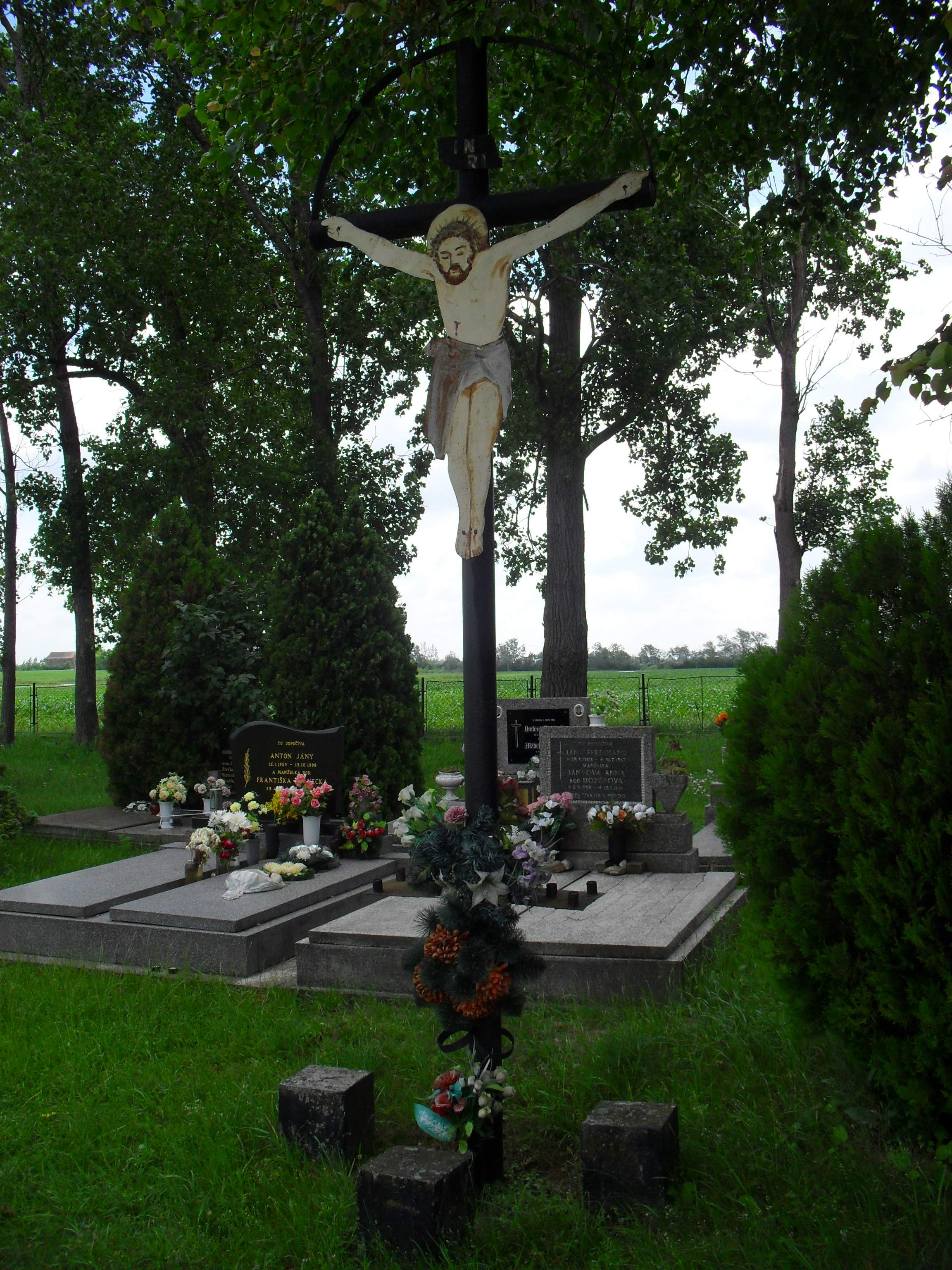
Temetői nagykereszt (Eklipuszta)

## Híres emberek
- Érseklélen született 1801-ben Redl Miksa (1801-1866) az 1848-49-es szabadságharcban Nagyvárad kapitánya.
- Érseklélen született 1879-ben Erdős Renée írónő.
- Érseklélen hunyt el 1803-ban Taixiperger Mátyás katolikus lelkész.
- Itt született 1937-ben Kopócs Tibor grafikus, illusztrátor, festőművész 1937. október 1-jén.
- Itt született 1883-ban Tóth Zoltán gyógypedagógus, természetrajz-kémia szakos középiskolai tanár.
- Itt szolgált és hunyt el Valesius János Antal (1666-1758) a cseh protestánsok első püspöke a történelmi Magyarországon, 1745-1754 között Nagykeszi kálvinista lelkésze és esperese volt.[12]

## Képtár

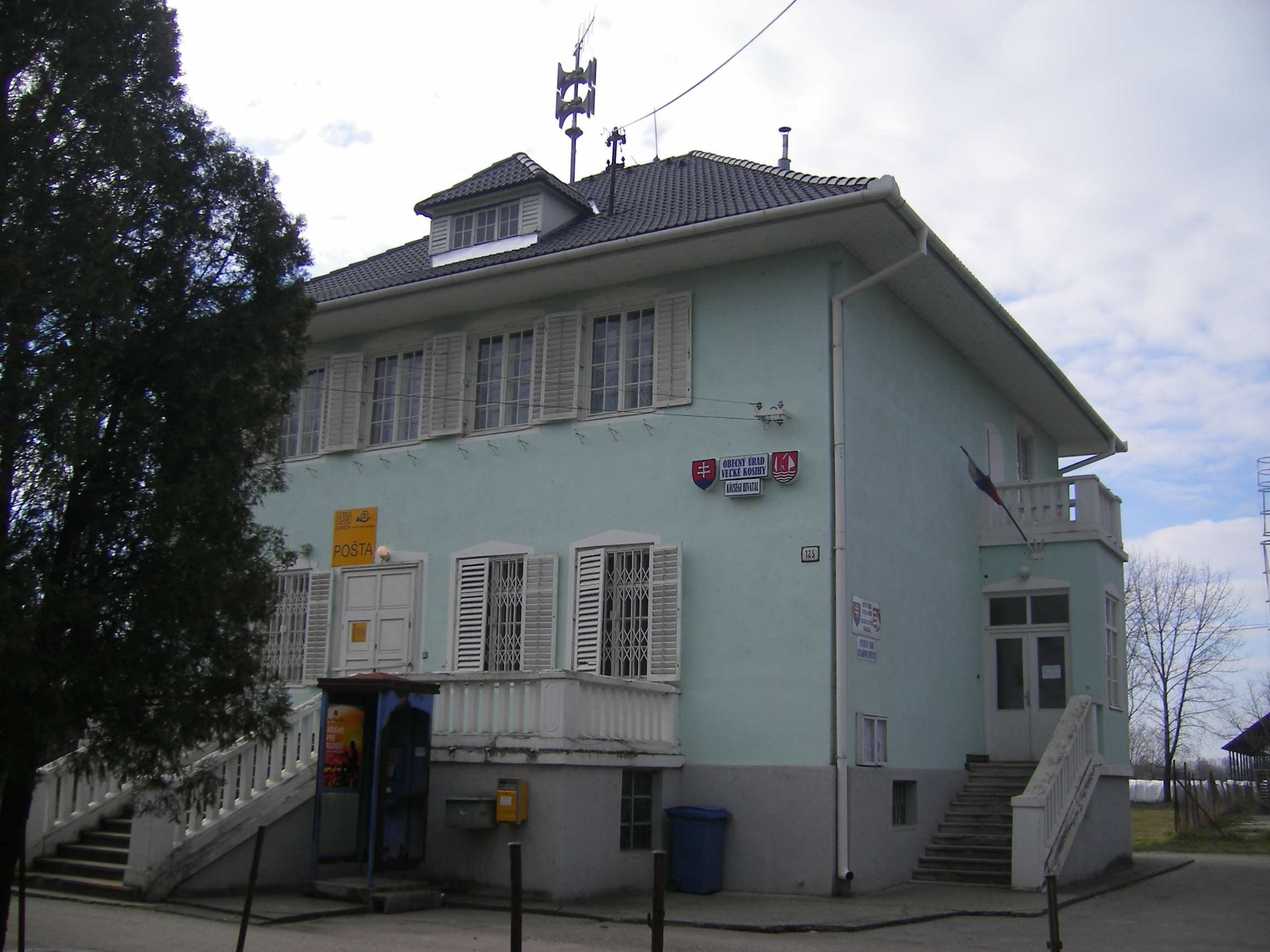
A községi hivatal épülete
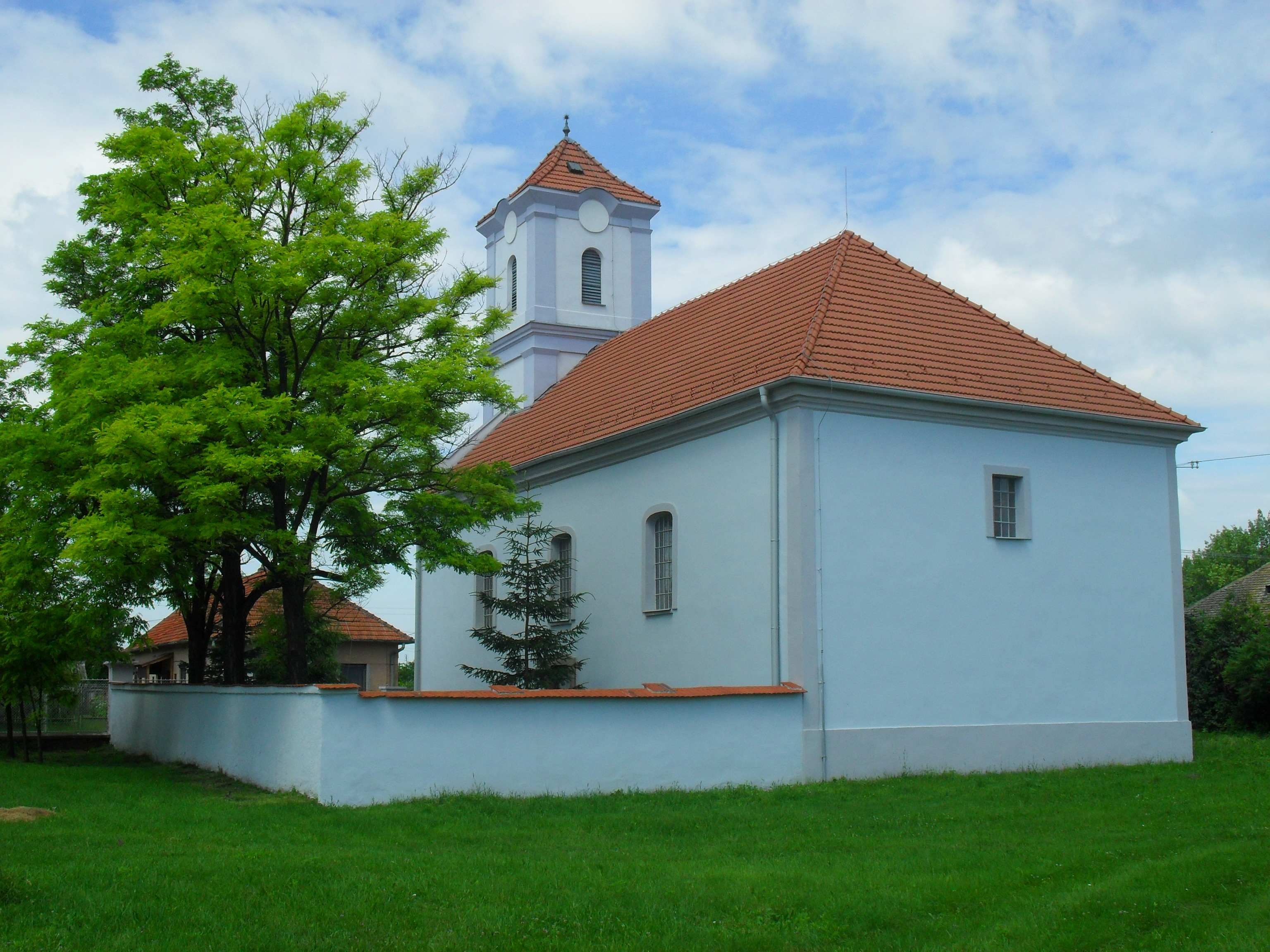
Református templom
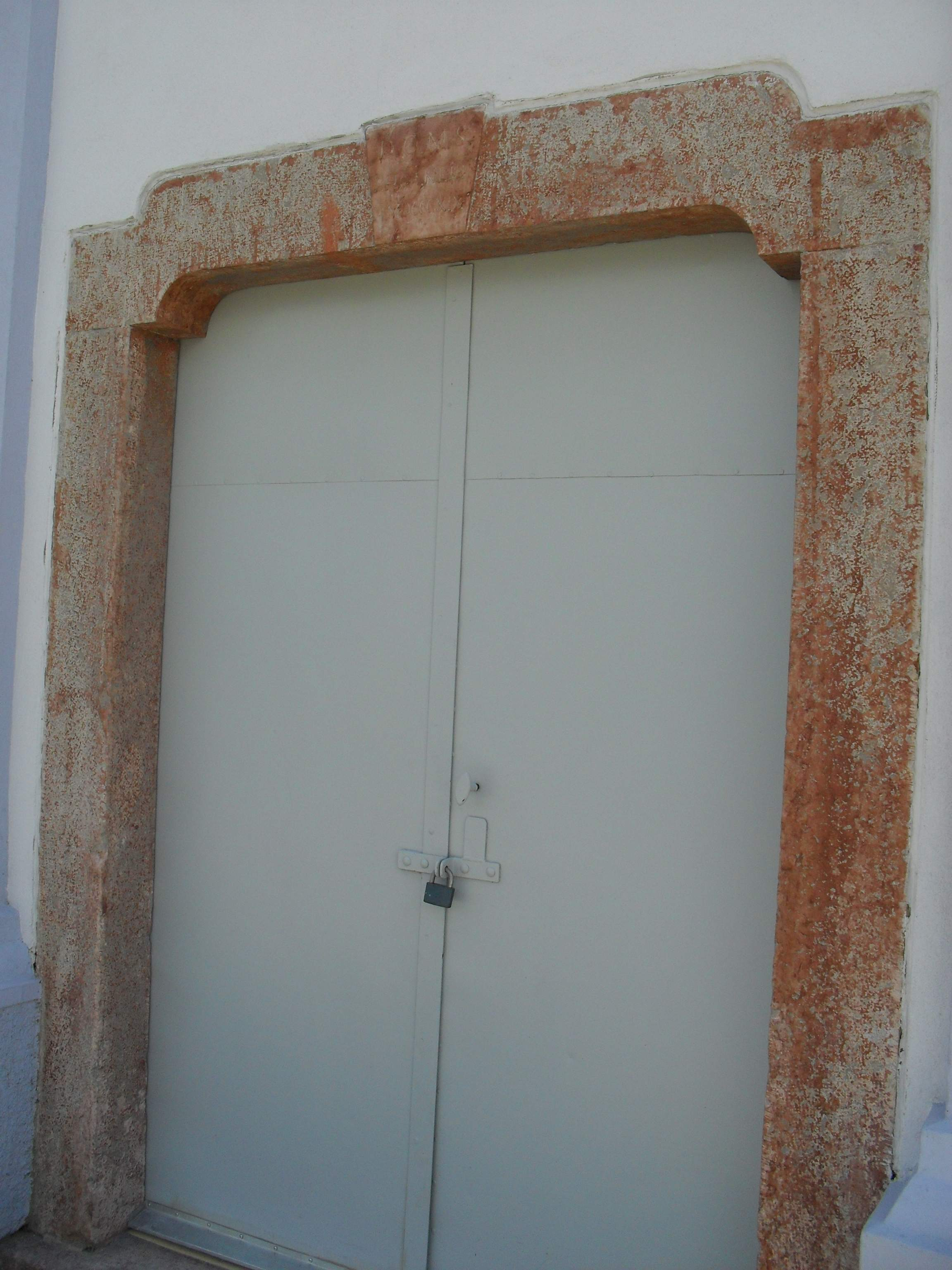
Református templom kapuja
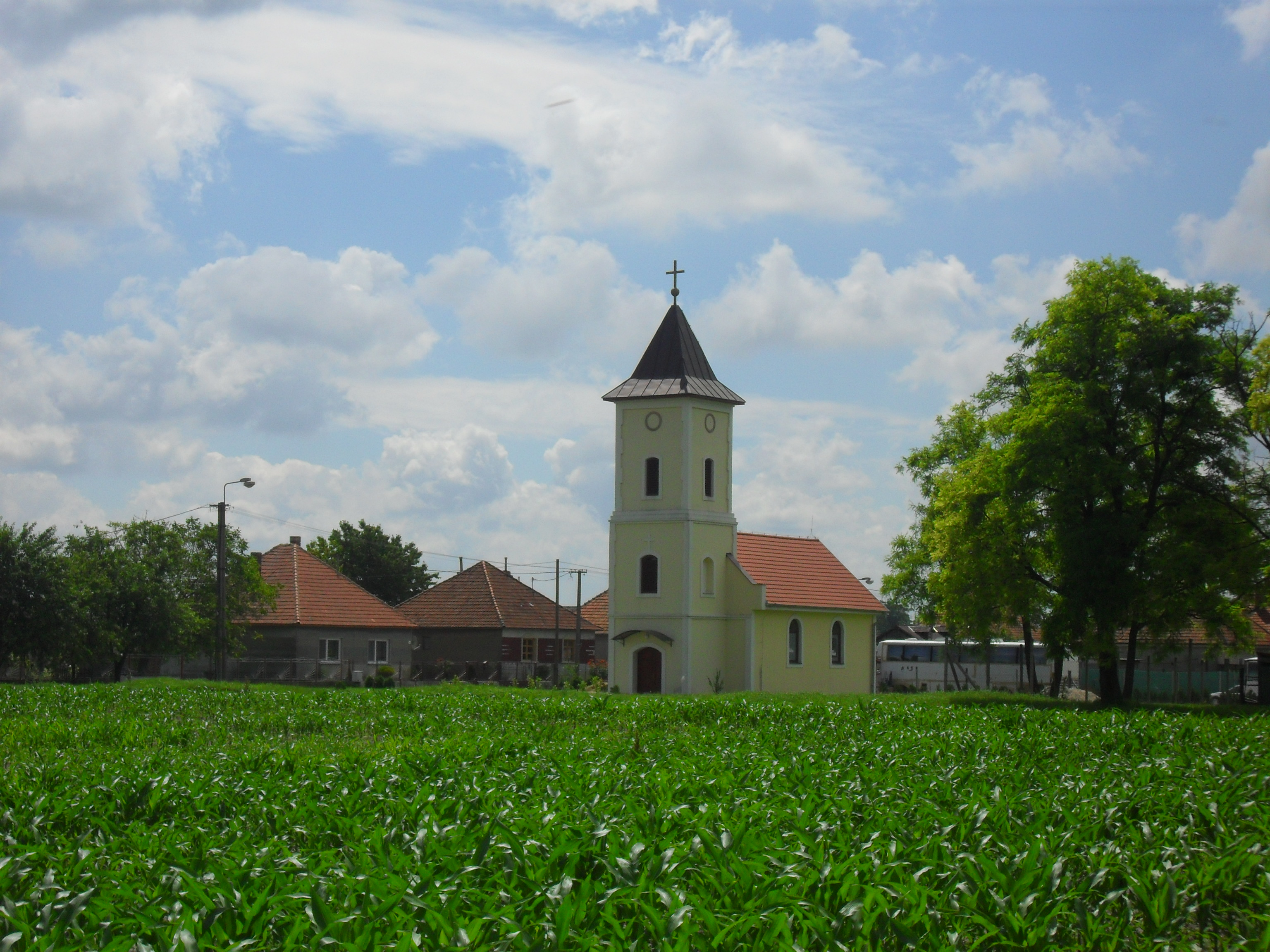
Katolikus templom
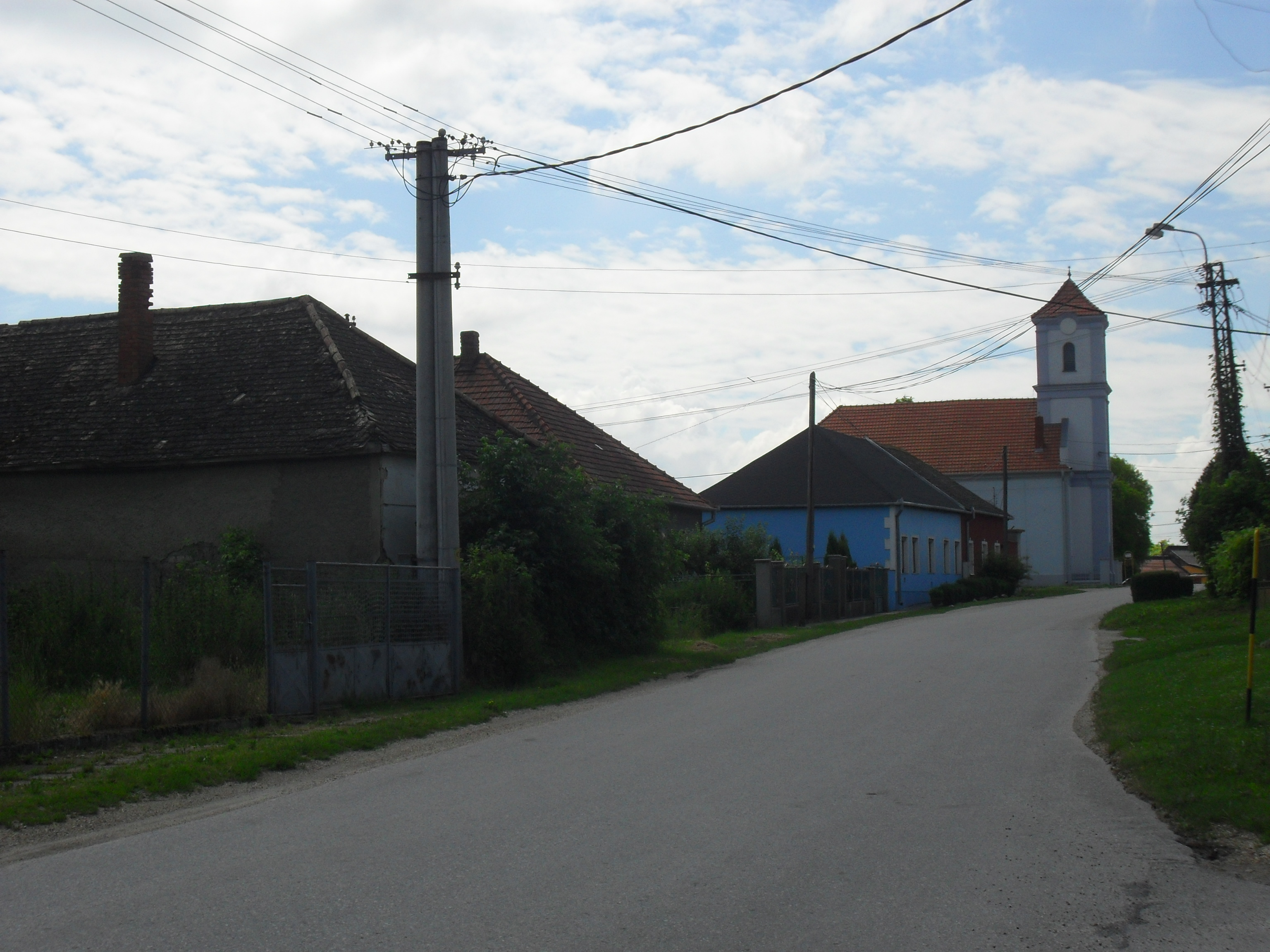
Nagykeszi utcakép
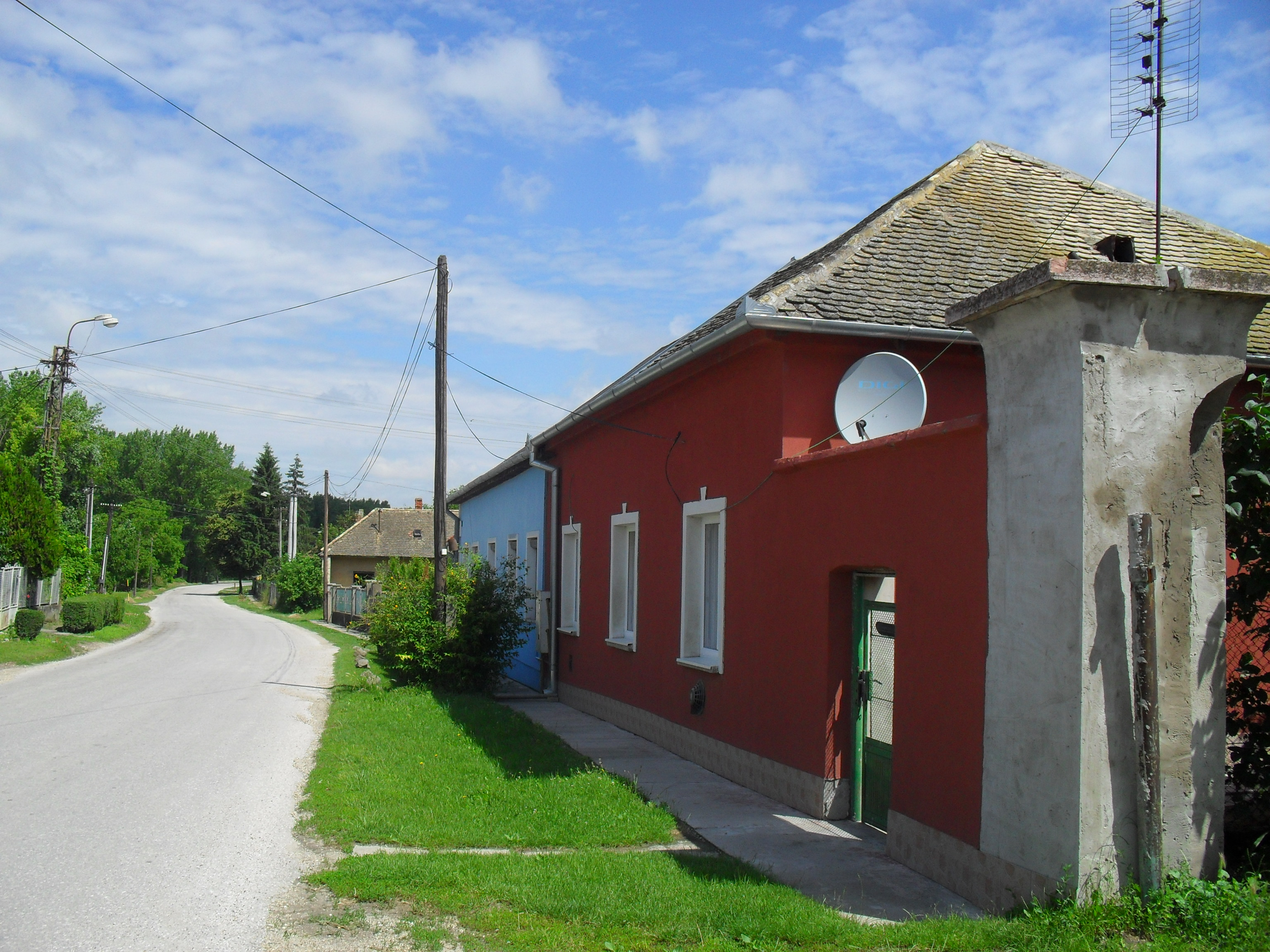
Nagykeszi utcakép
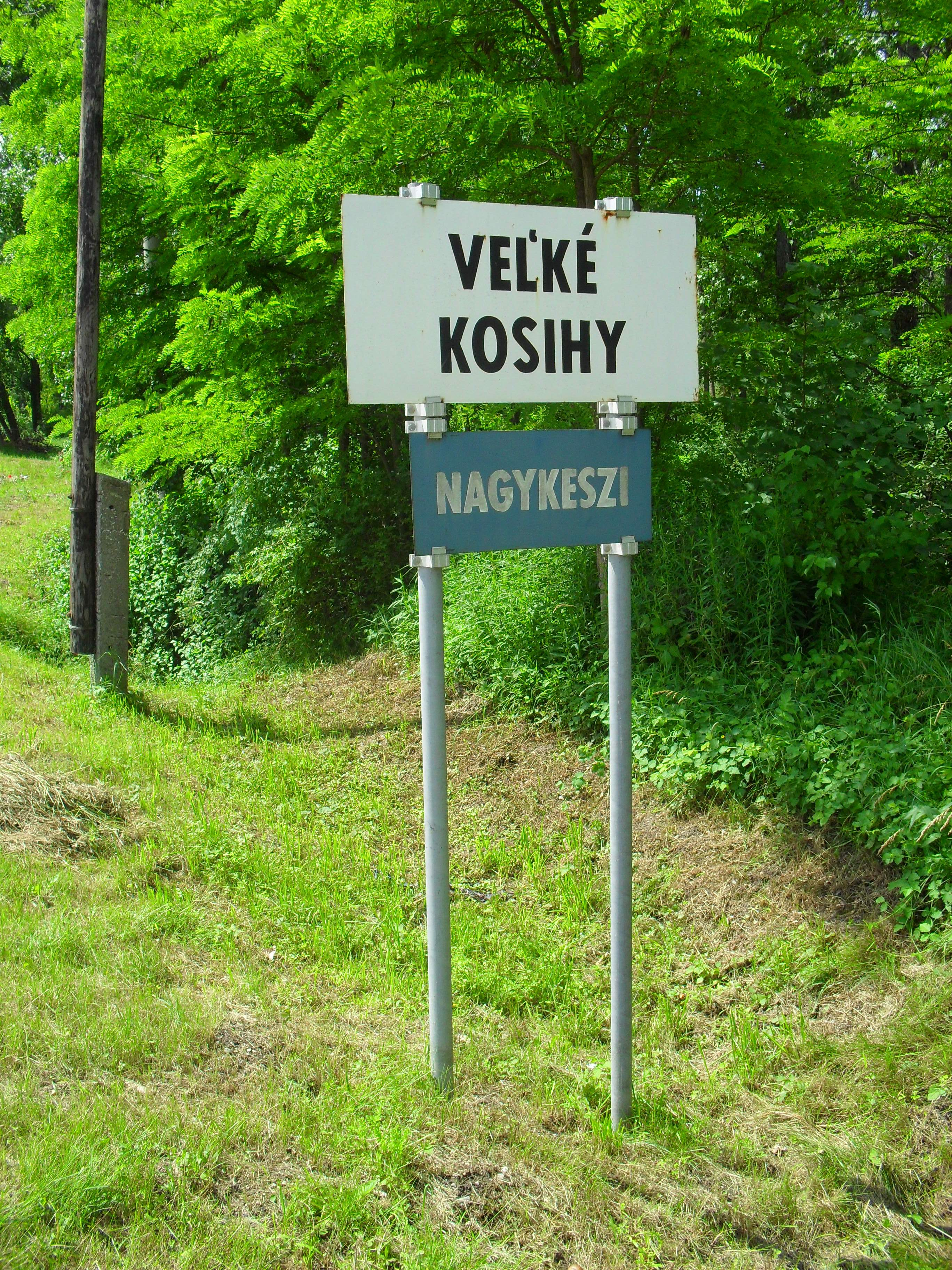
Kétnyelvű helységnévtábla
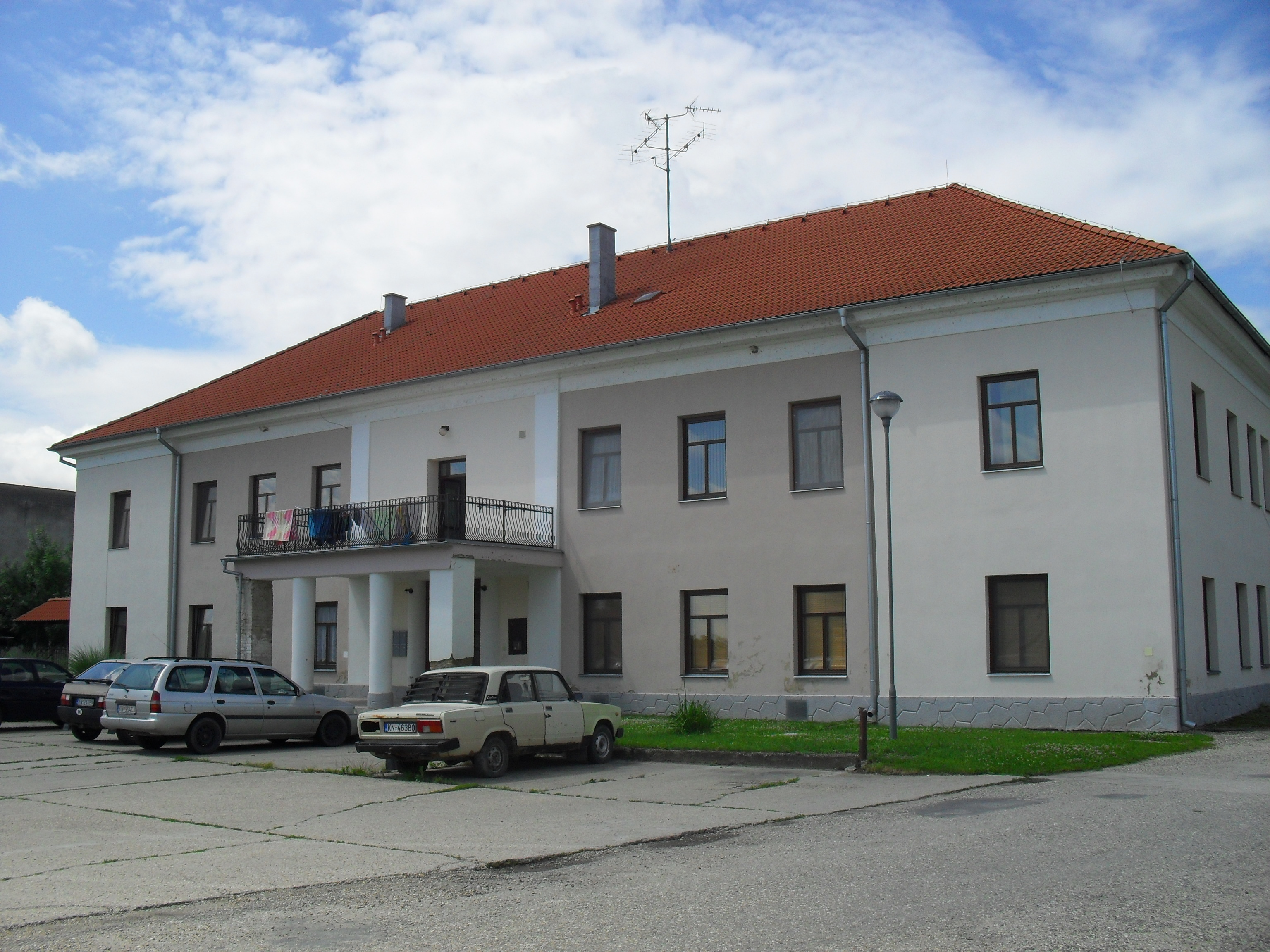
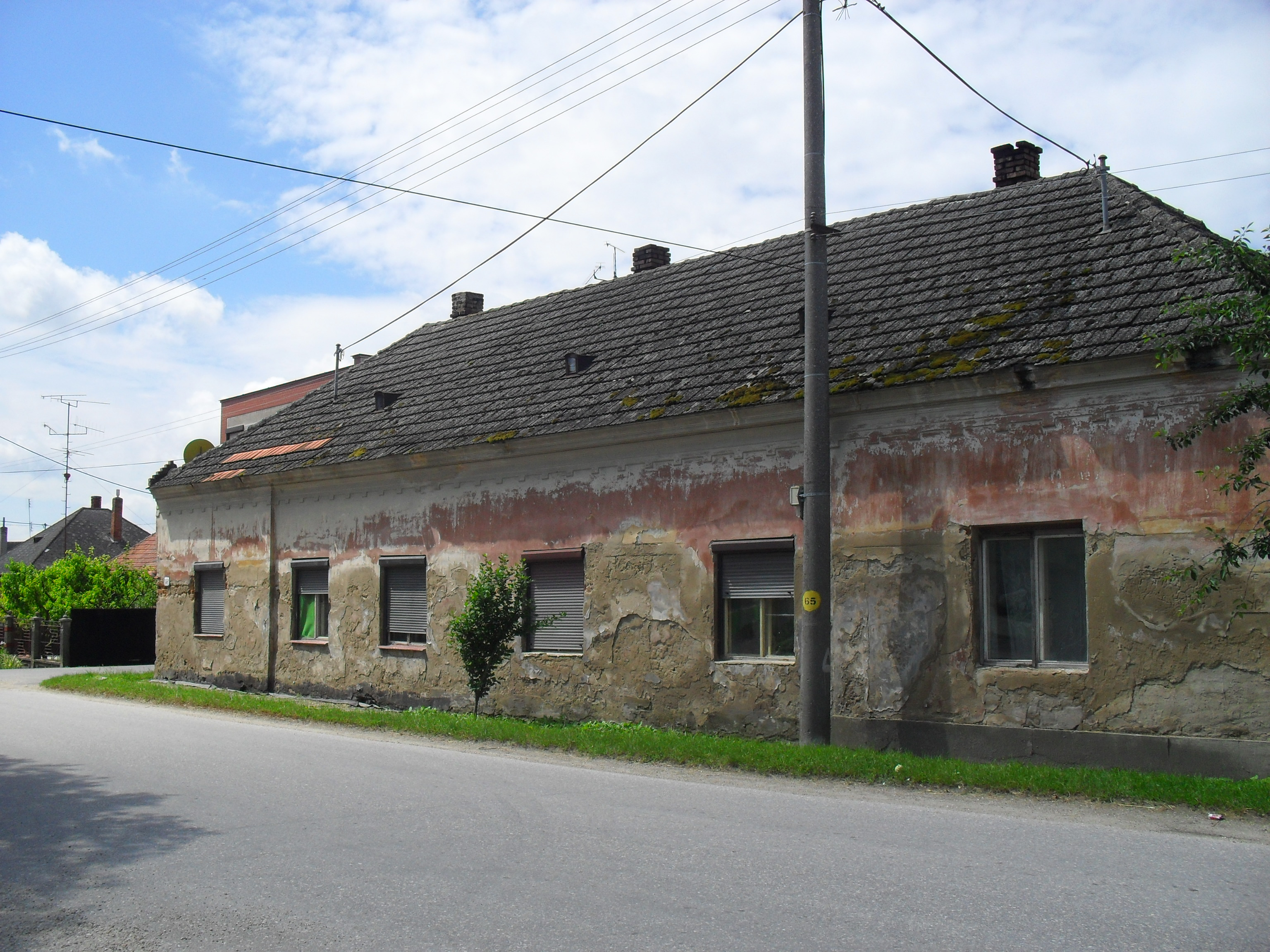
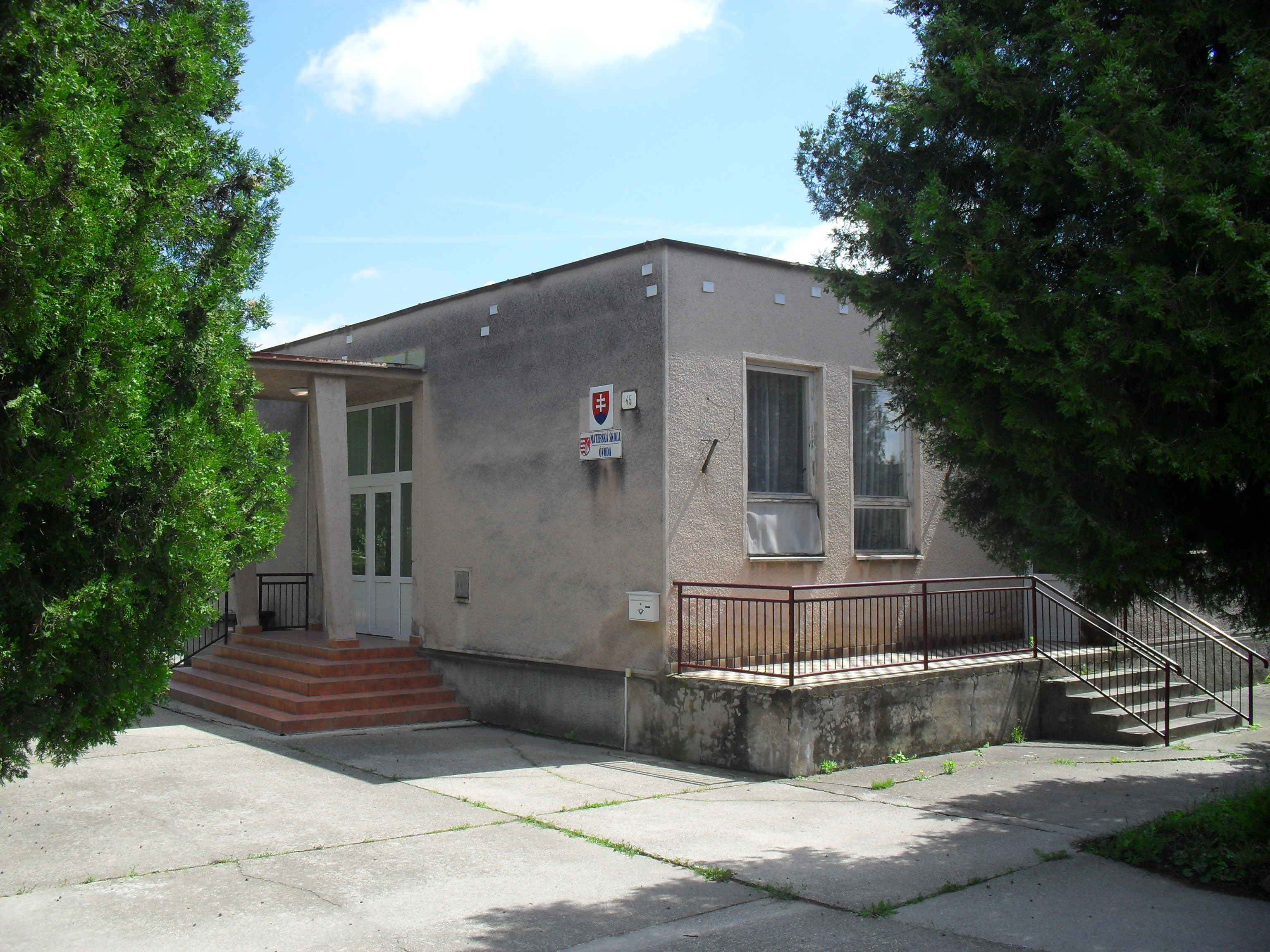
Óvoda
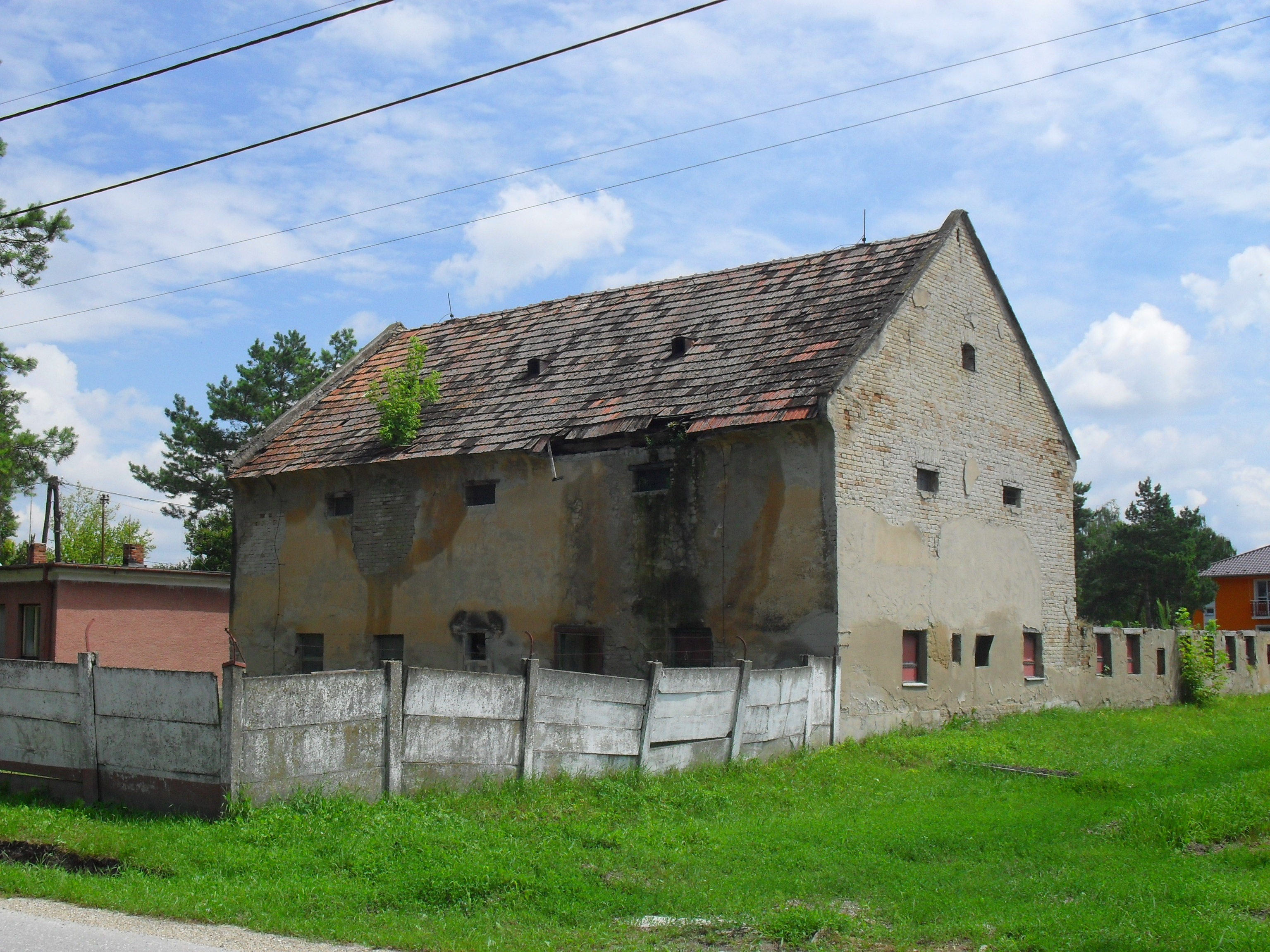
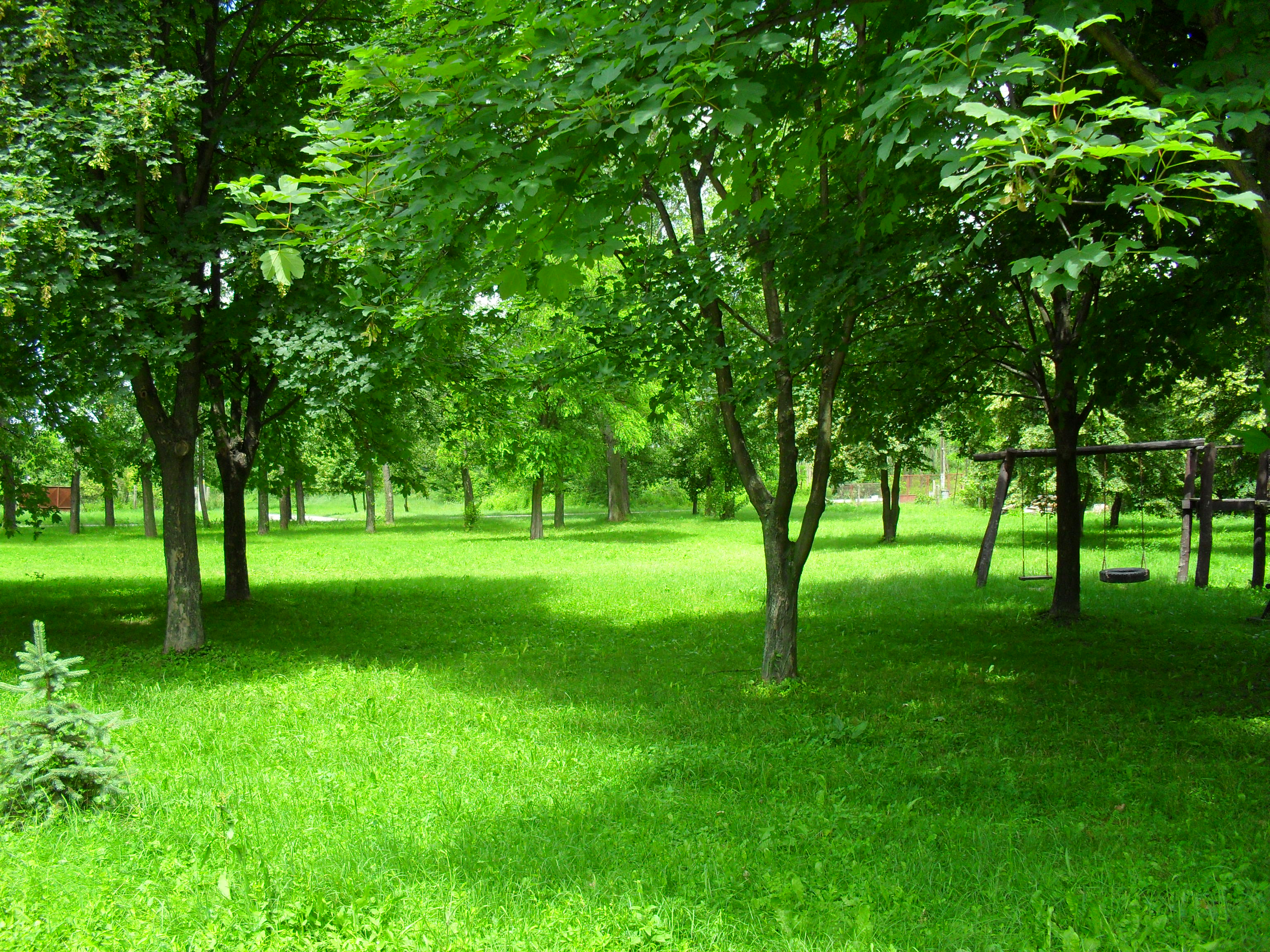
Park Kiskeszin
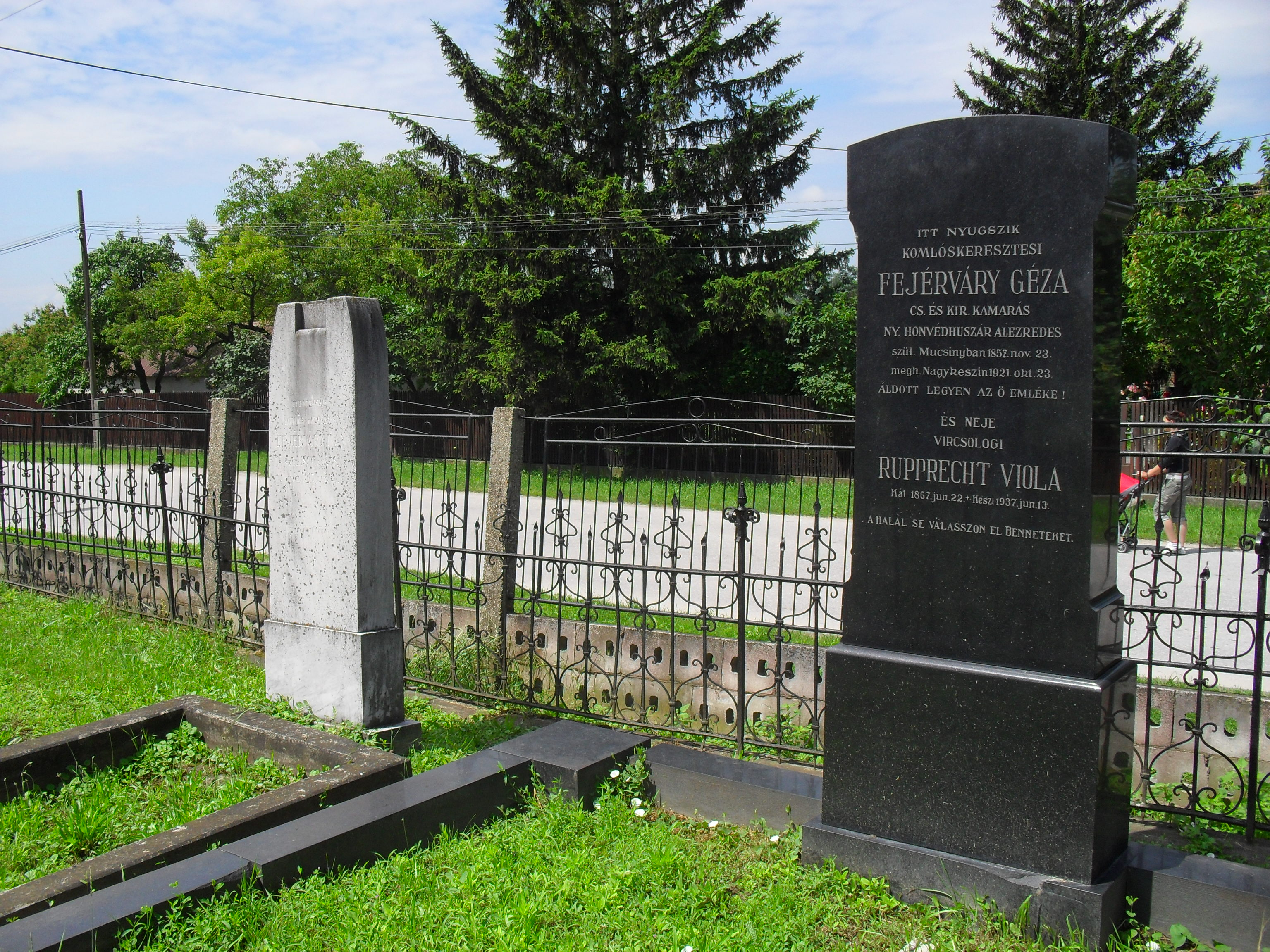
Sírkövek a régi temetőben
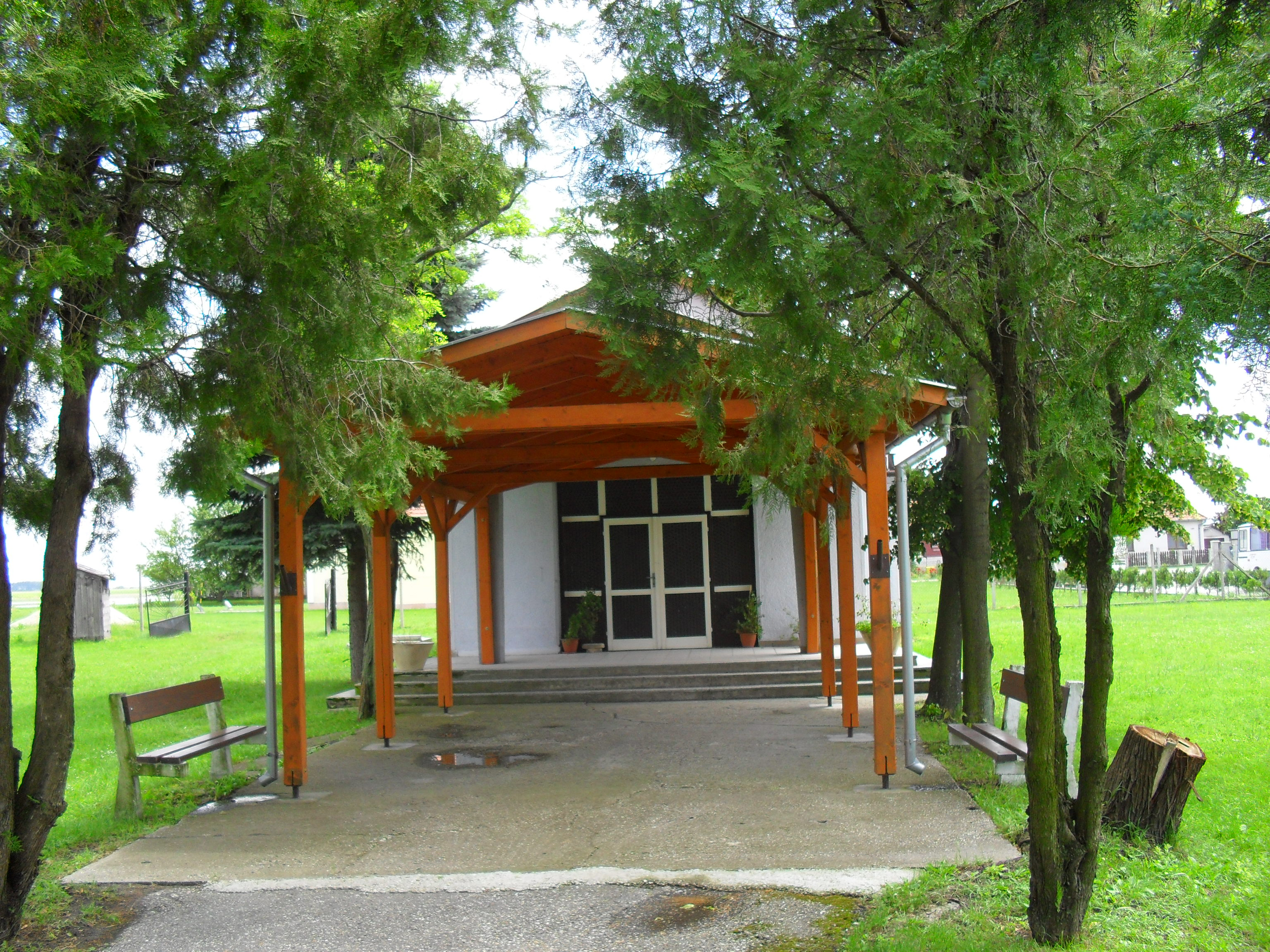
Temető
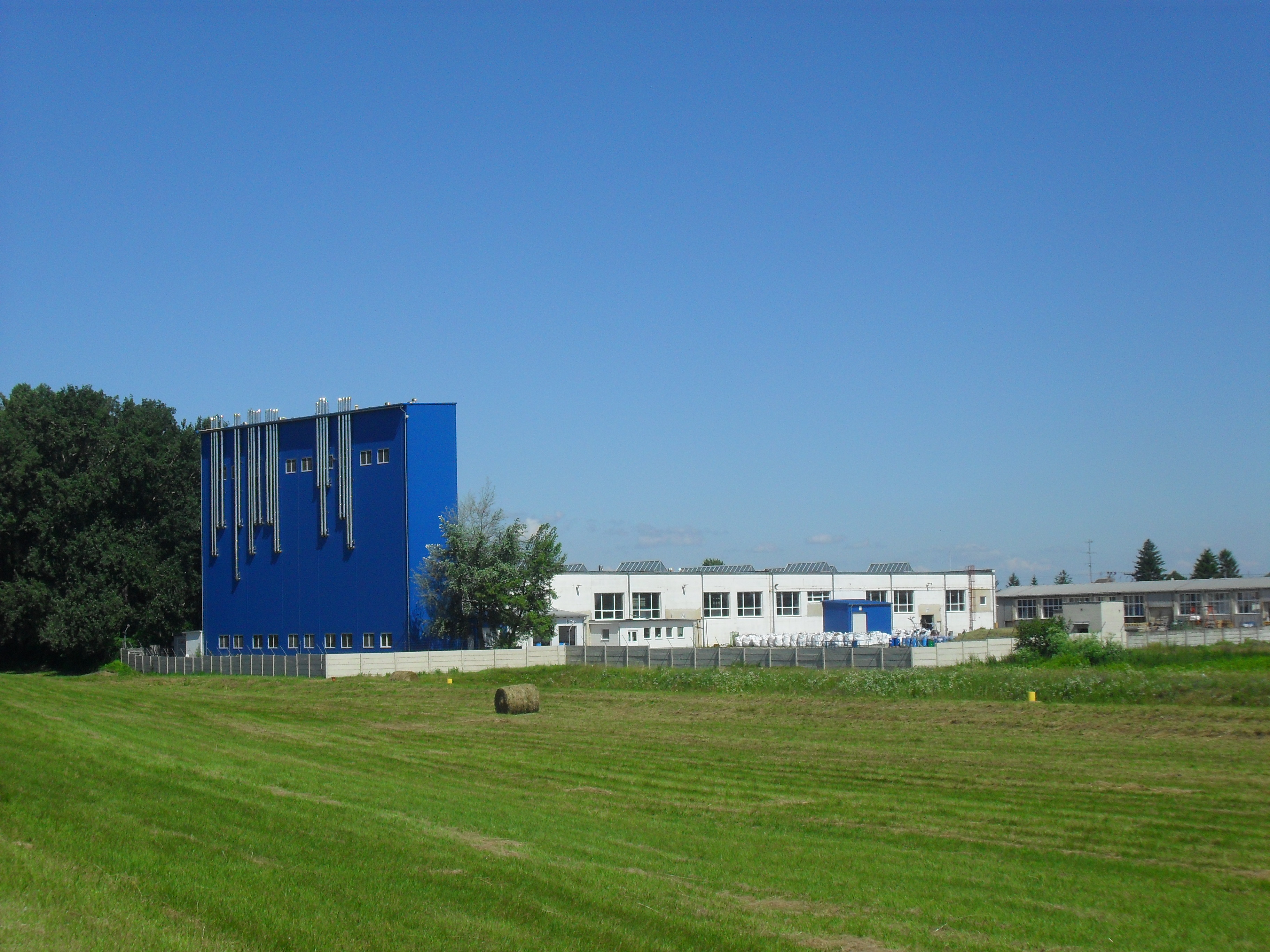
Drótgyár
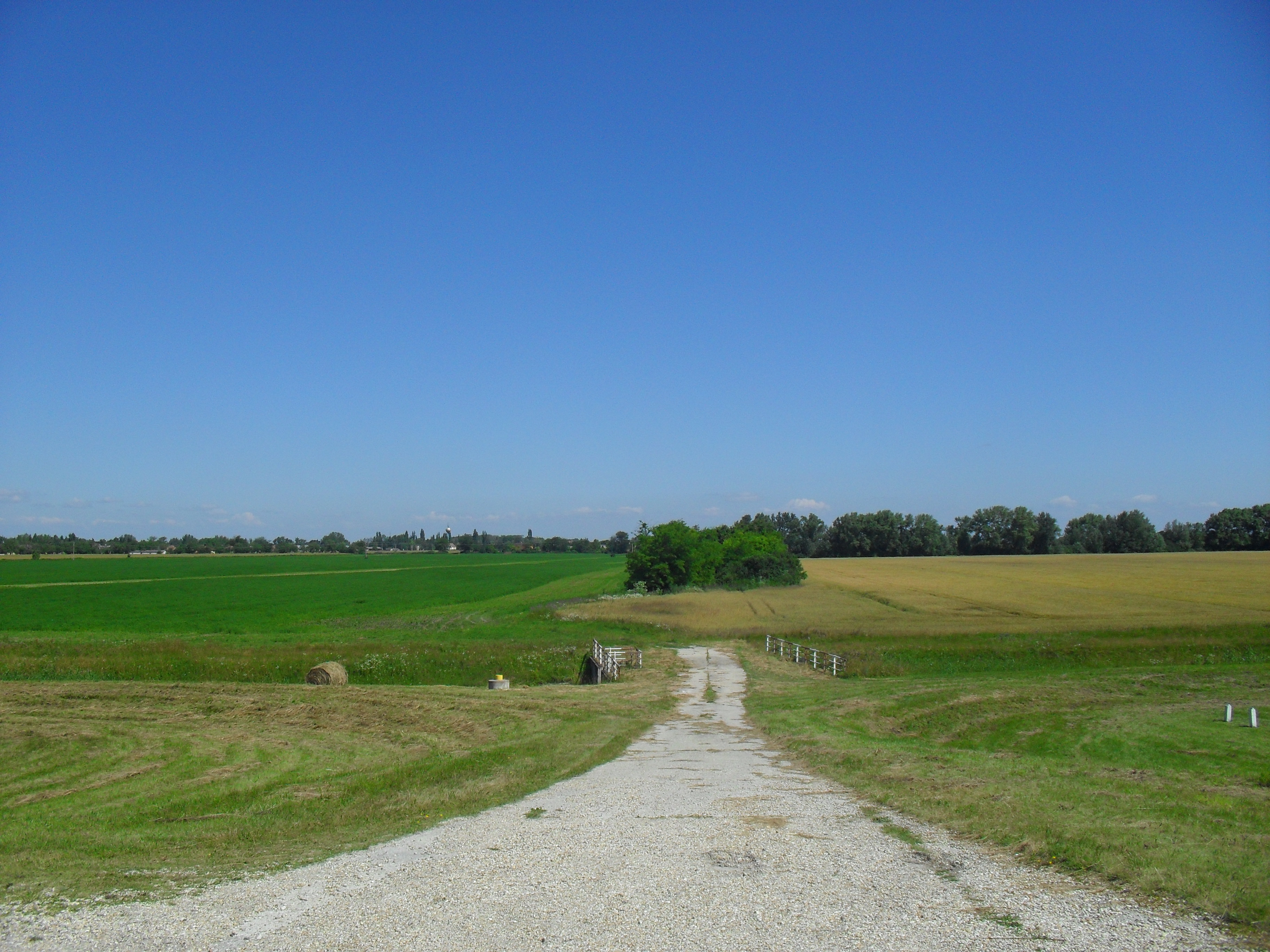
Nagykeszi határában
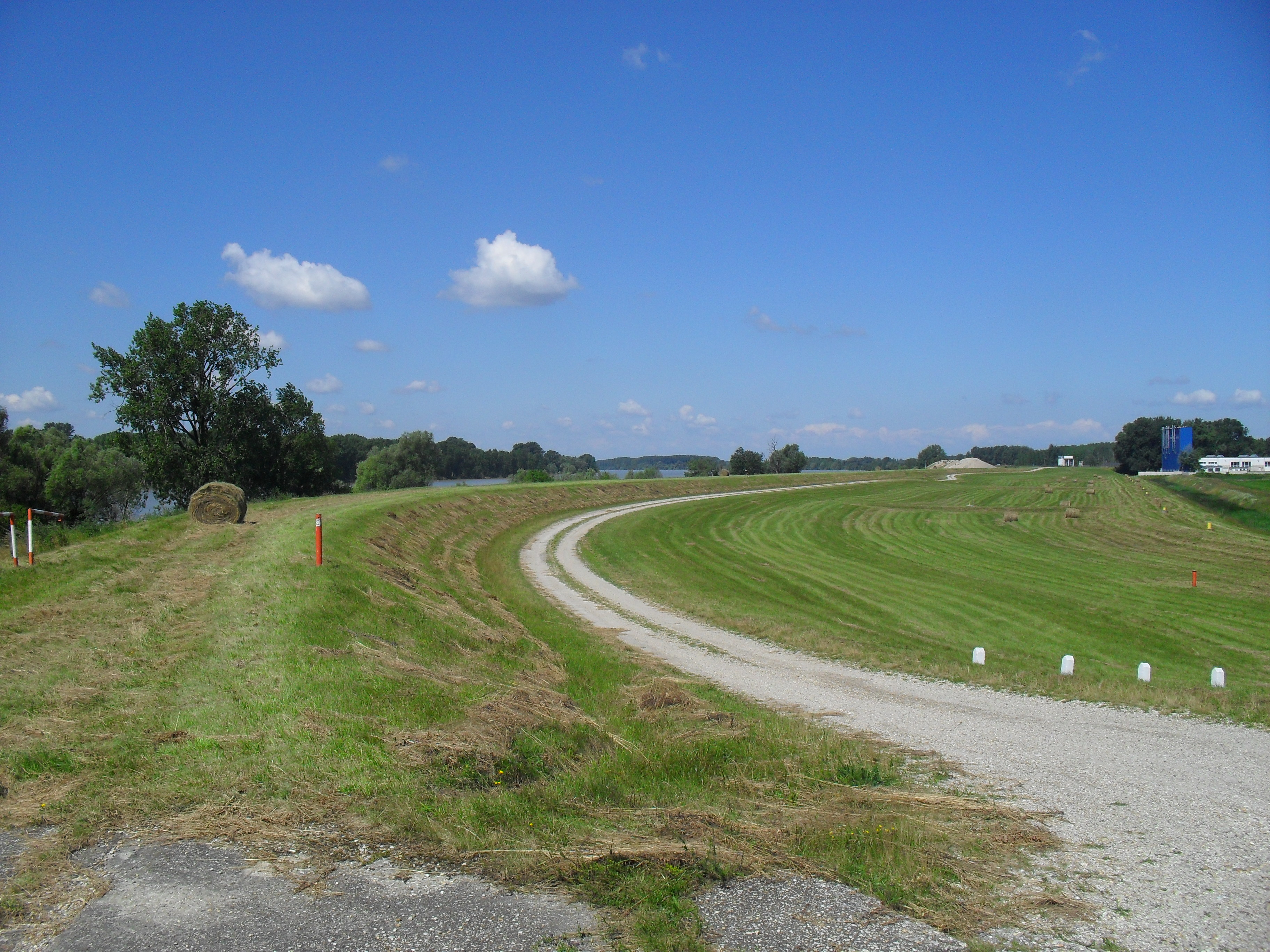
A Duna töltése Nagykeszi határában
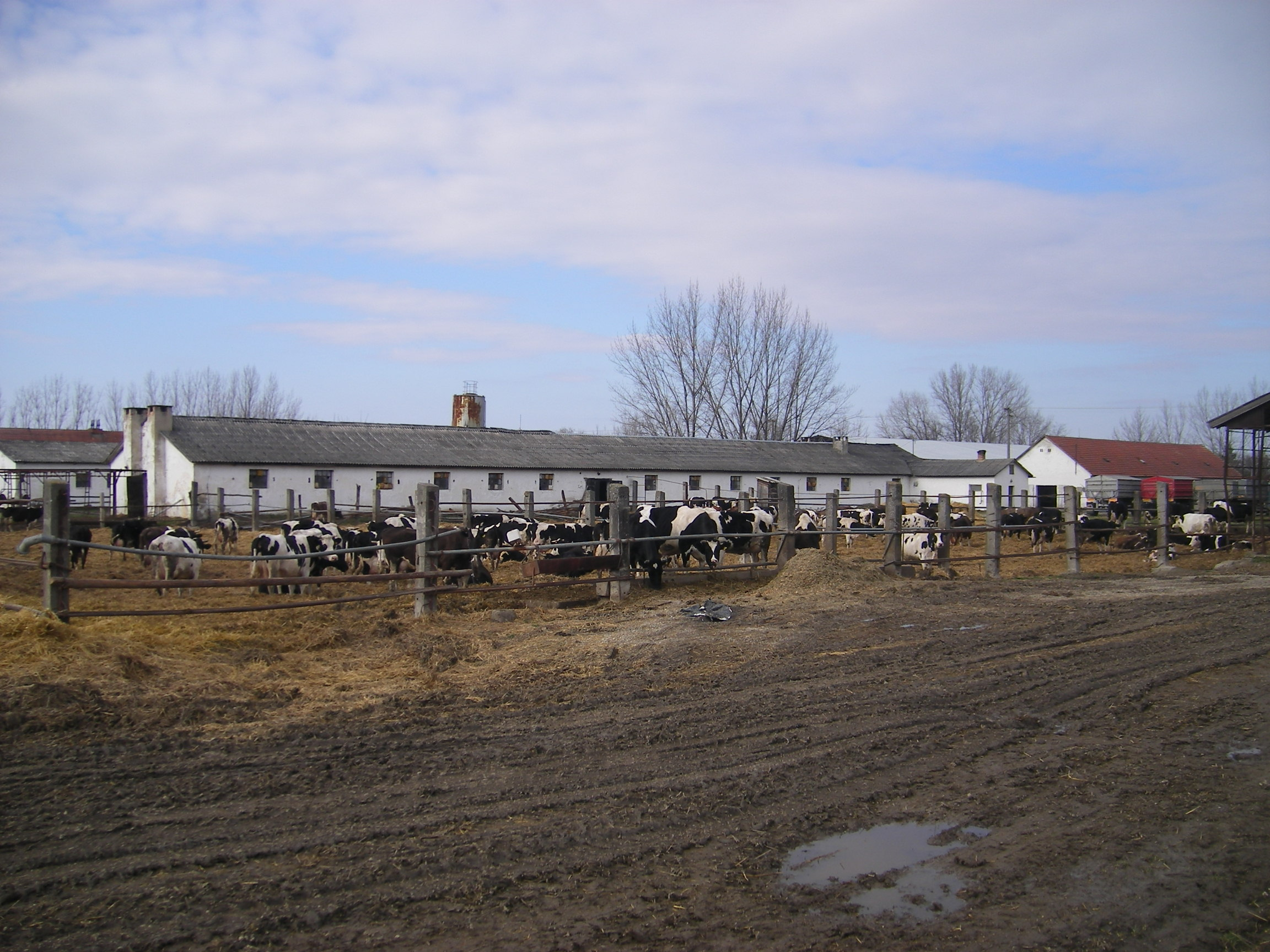
A termelőszövetkezet szarvasmarhatelepe
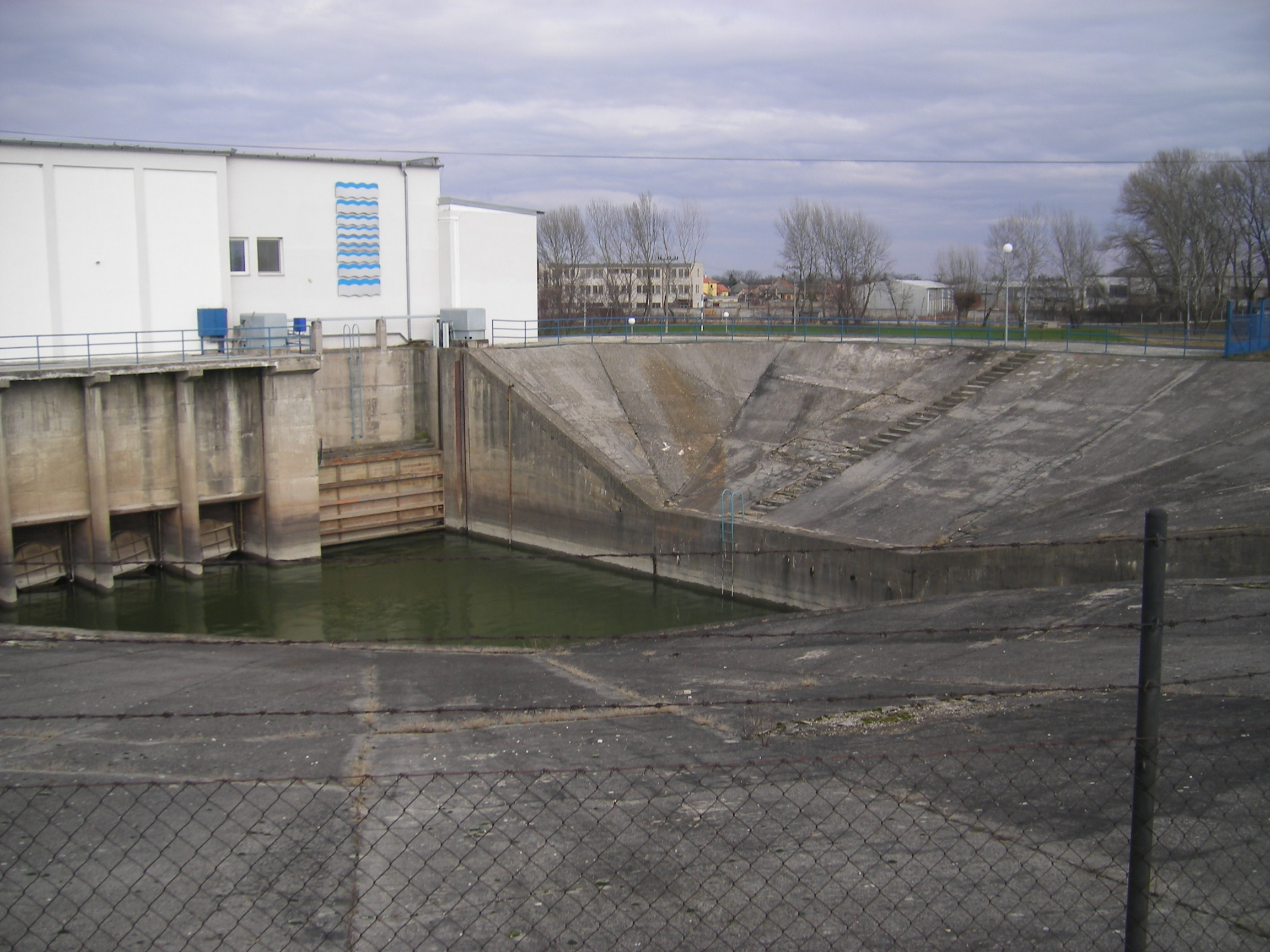
Zsilip a Gellér-Nagykeszi-csatorna torkolatánál
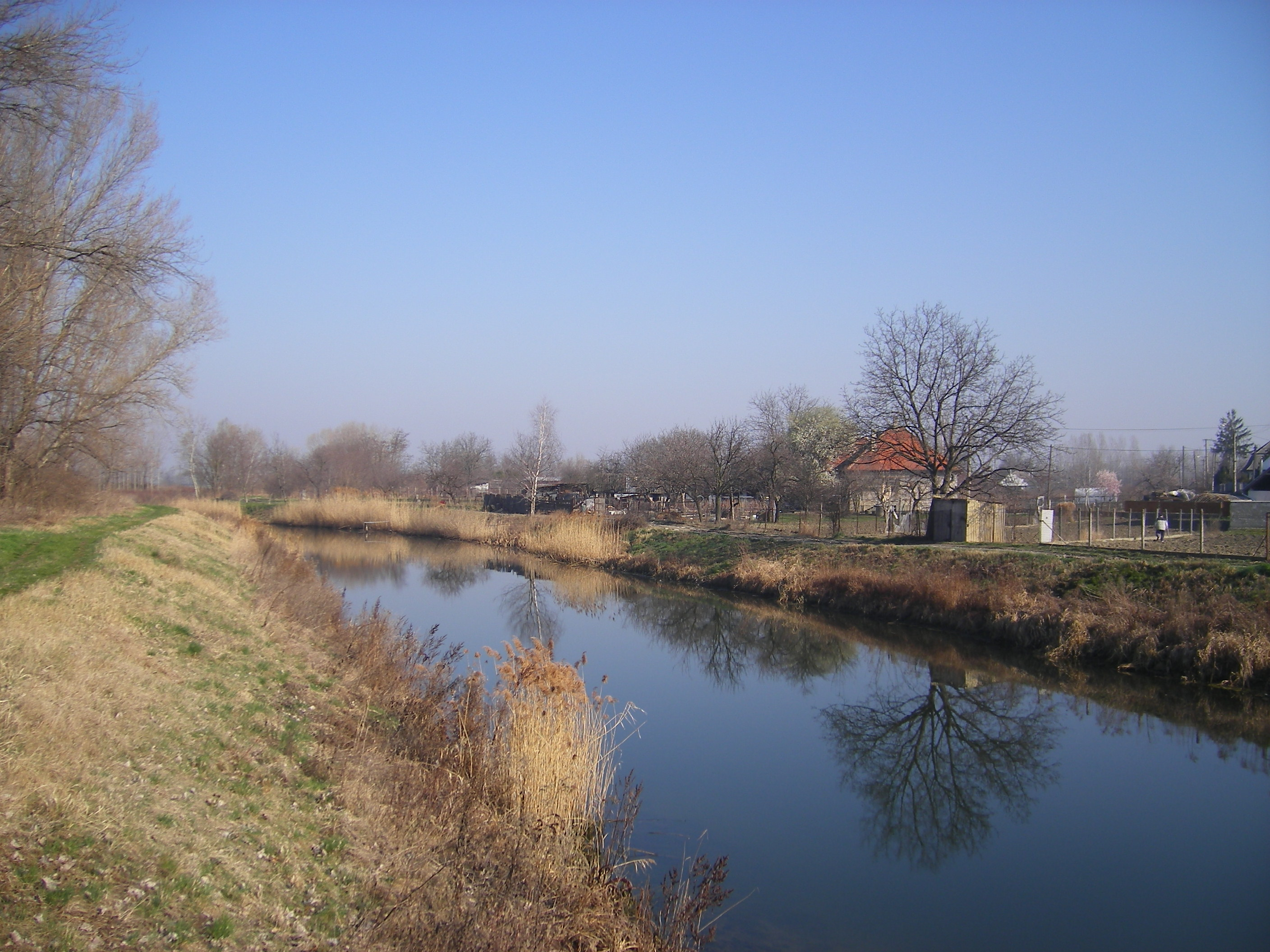
A Gellér-Nagykeszi-csatorna
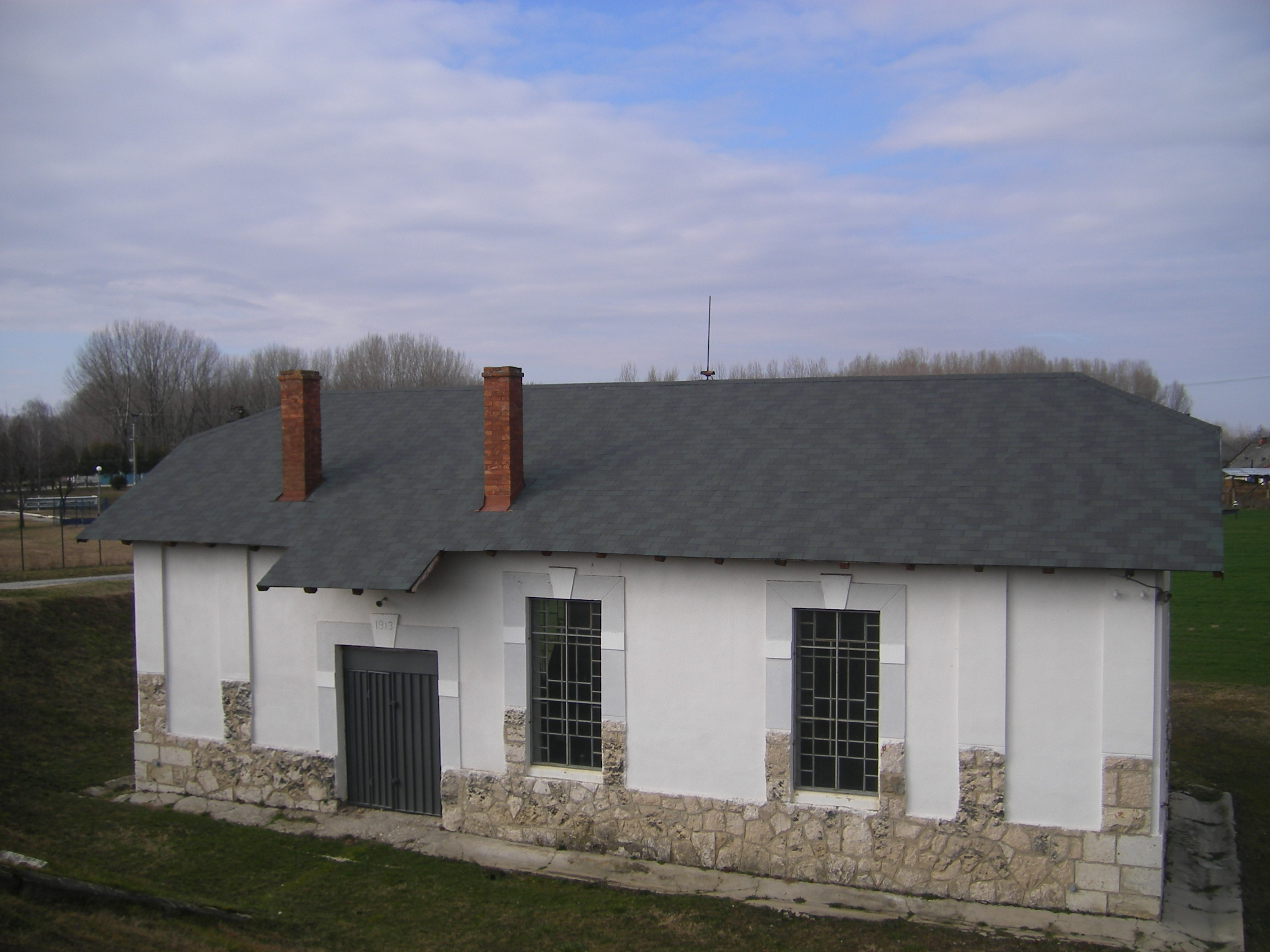
Gátőrház a Duna-parton
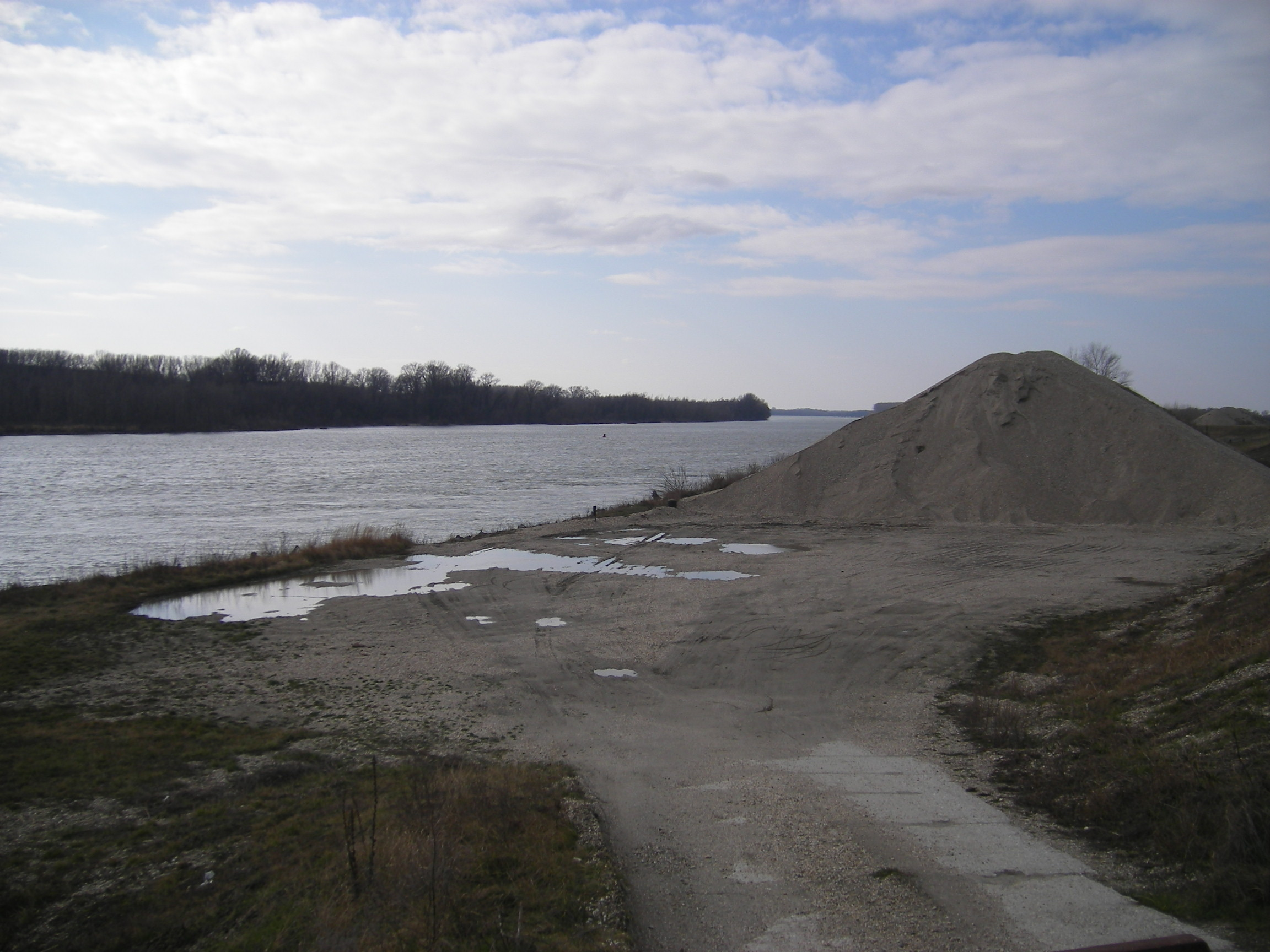
Kavicskitermelés a Duna-parton
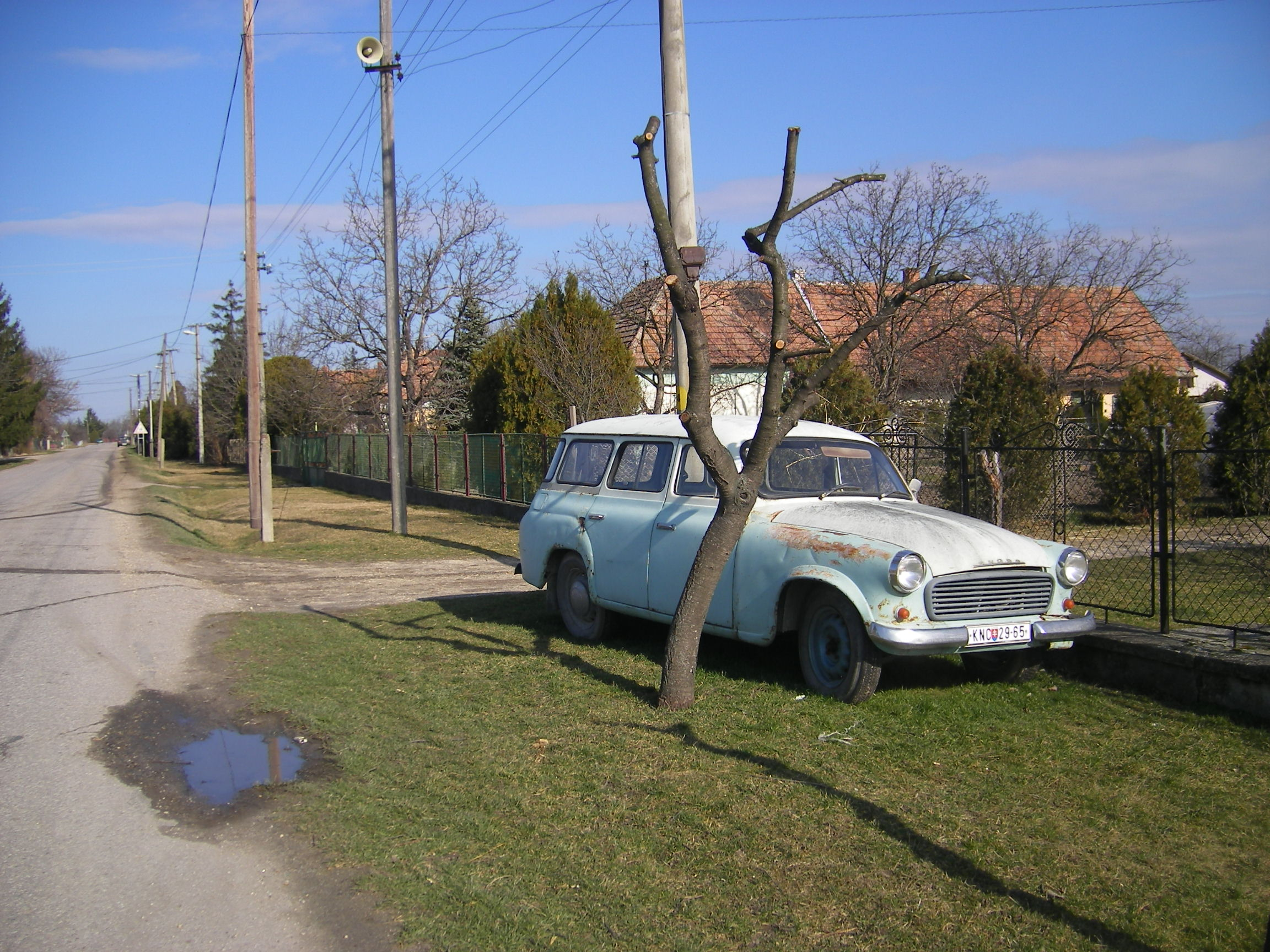
Eklipuszta
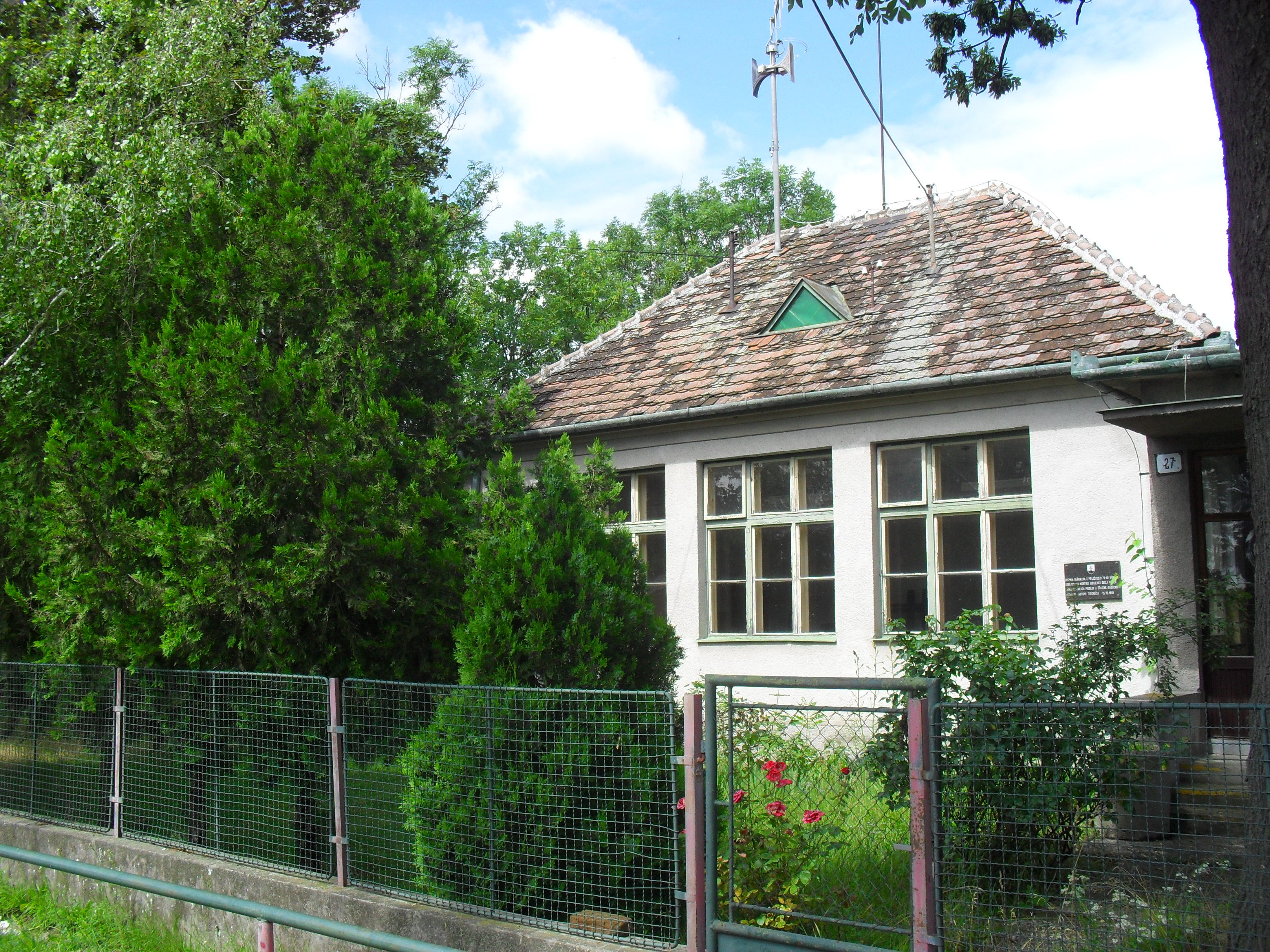
Eklipuszta - volt iskola
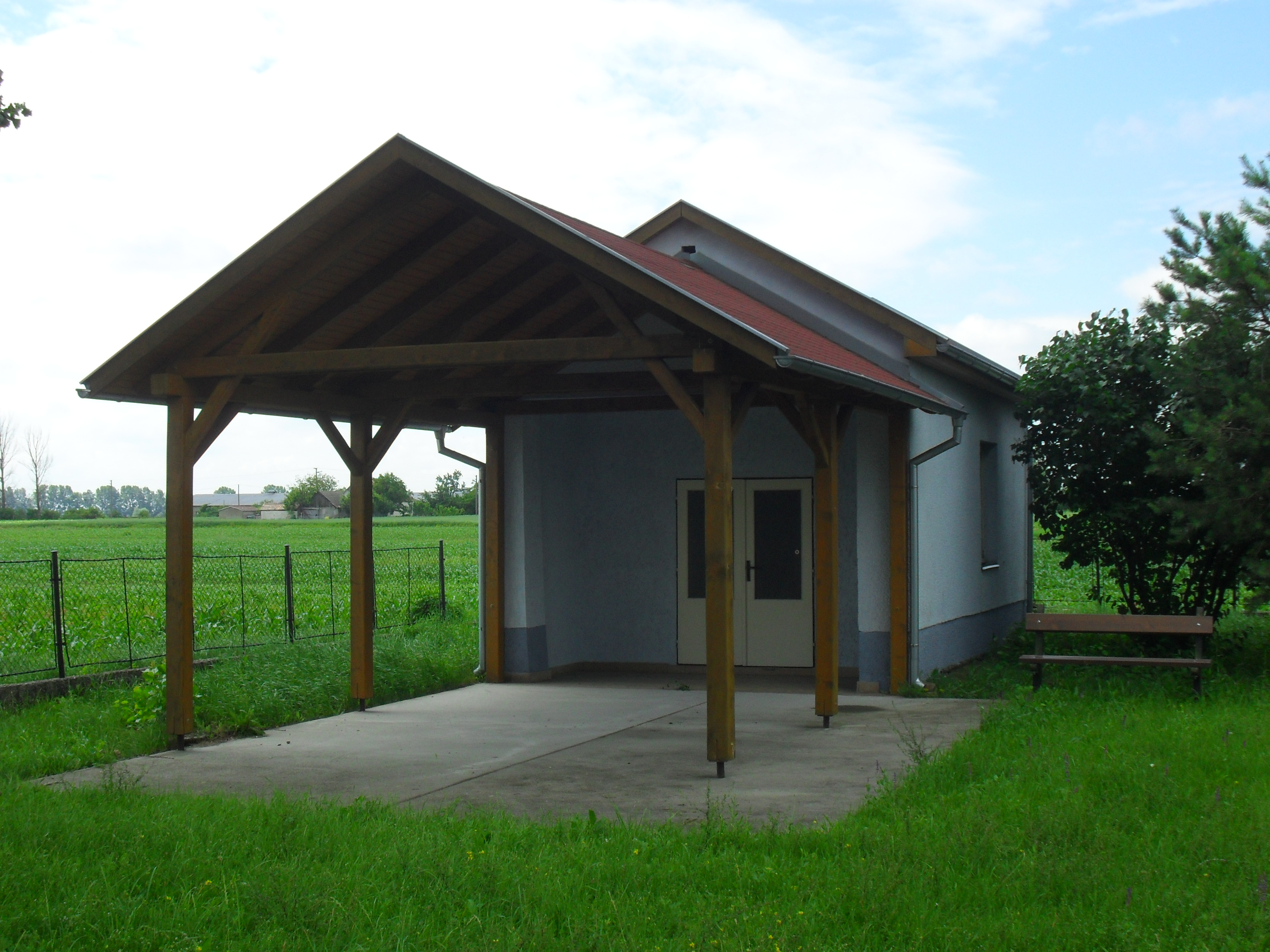
Eklipuszta - temető
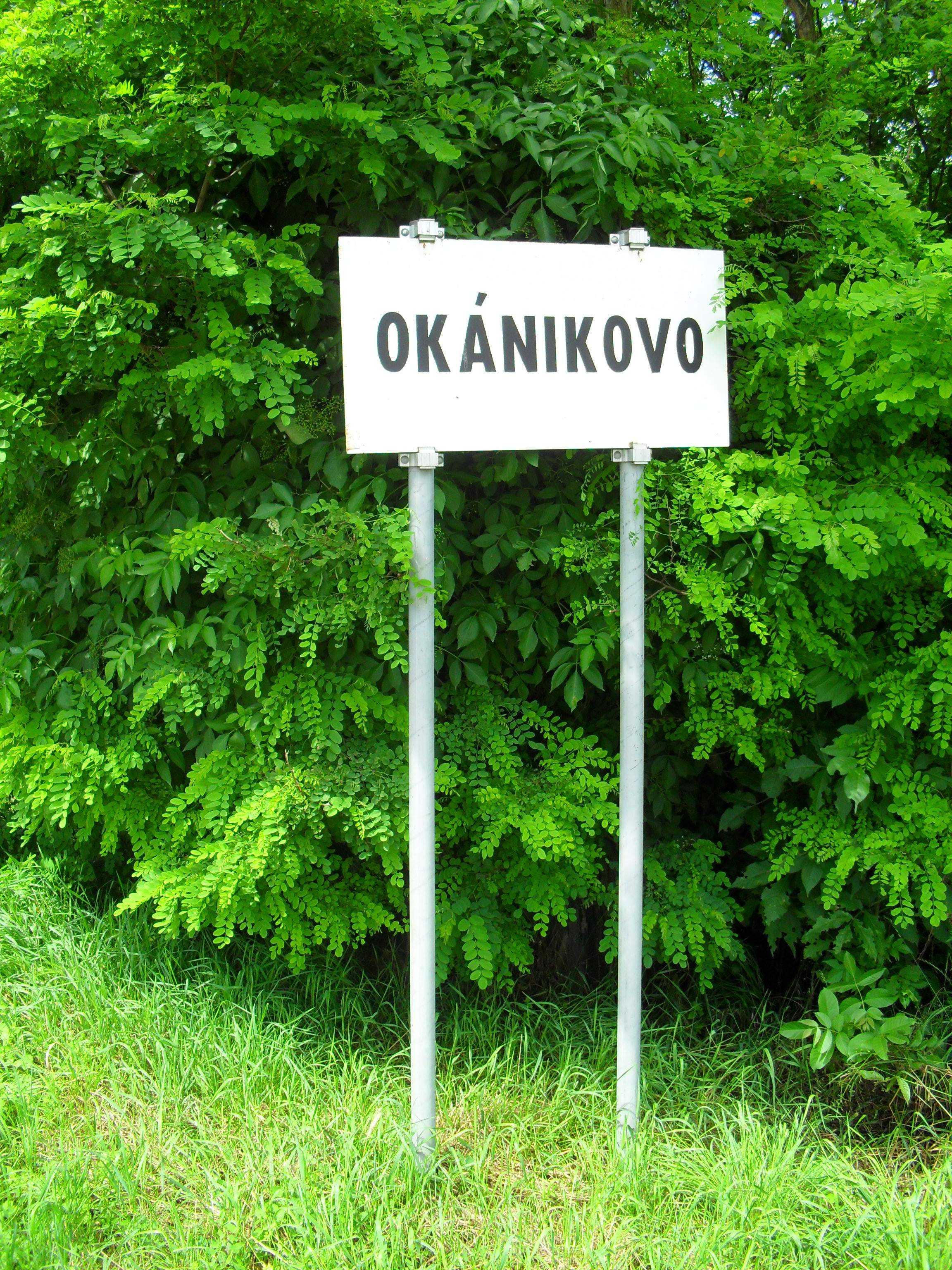
Eklipuszta - helységnévtábla
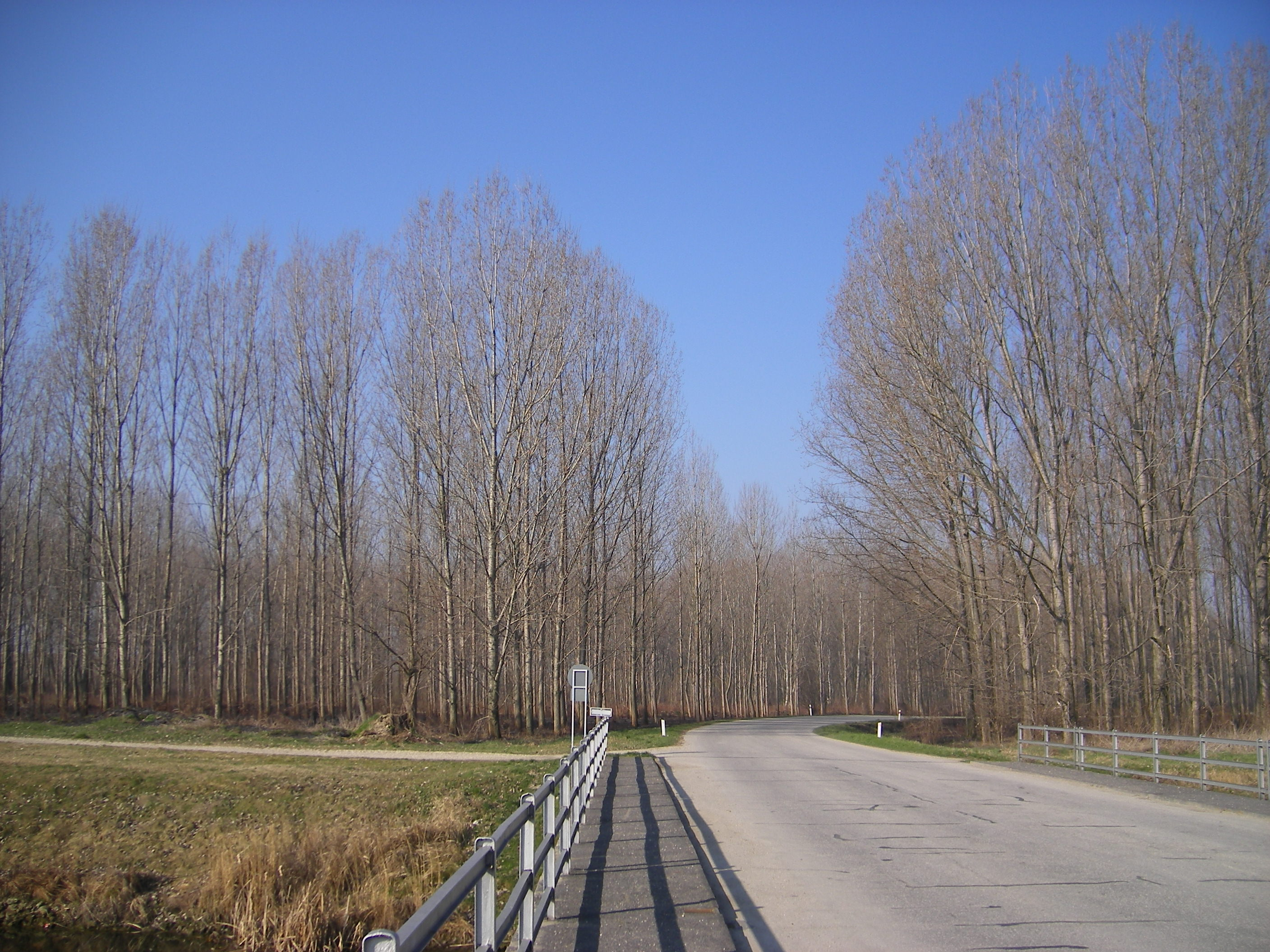
A Kolozsnéma felé vezető út

## Testvértelepülés
- Ete, Magyarország